# Список персонажей телесериала «Дневники вампира»

Актёрский состав первого сезона. (впереди — слева направо) Пол Уэсли, Нина Добрев, Иэн Сомерхолдер. (задний план — слева направо) Зак Рериг, Катерина Грэхэм, Майкл Тревино, Сара Каннинг, Мэттью Дэвис, Стивен Р. Маккуин и Кэндис Аккола.

Список персонажей американского сверхъестественного драматического телесериала «Дневники вампира», разработанного Кевином Уильямсоном и Джули Плек, снятого по мотивам одноимённой серии книг, написанной Лизой Джейн Смит.
Действие происходит в Мистик-Фоллс, вымышленном маленьком городке штата Вирджиния, который преследуют сверхъестественные существа. Сериал рассказывает о жизни Елены Гилберт (Нина Добрев), 17-летней девушки, которая влюбляется в 162-летнего вампира по имени Стефан Сальваторе (Пол Уэсли). Их отношения становятся все более сложными, когда порочный старший брат Стефана Дэймон Сальваторе (Иэн Сомерхолдер) возвращается, чтобы посеять хаос в городе и отомстить своему младшему брату. Оба брата влюбляются в Елену в основном из-за её сходства с их прошлой любовью Кэтрин Пирс. Оказывается, что Елена является двойником Кэтрин, которая в конечном итоге возвращается с серьёзными планами по отношению к трио.

## Главные герои
| Актёр             | Роль              | Появление в сезонах | Появление в сезонах | Появление в сезонах | Появление в сезонах | Появление в сезонах | Появление в сезонах | Появление в сезонах | Появление в сезонах |             |
| Актёр             | Роль              | 1                   | 2                   | 3                   | 4                   | 5                   | 6                   | 7                   | 8                   |             |
| ----------------- | ----------------- | ------------------- | ------------------- | ------------------- | ------------------- | ------------------- | ------------------- | ------------------- | ------------------- | ----------- |
| Нина Добрев 1     | Елена Гилберт     | Постоянно           | Постоянно           | Постоянно           | Постоянно           | Постоянно           | Постоянно           | Голос               | Спец. гость         |             |
| Нина Добрев 1     | Кэтрин Пирс       | Период.             | Постоянно           | Периодически        | Периодически        | Постоянно           |                     |                     | Спец. гость         |             |
| Пол Уэсли 2       | Стефан Сальваторе | Постоянно           | Постоянно           | Постоянно           | Постоянно           | Постоянно           | Постоянно           | Постоянно           | Постоянно           |             |
| Иэн Сомерхолдер   | Дэймон Сальваторе | Постоянно           | Постоянно           | Постоянно           | Постоянно           | Постоянно           | Постоянно           | Постоянно           | Постоянно           |             |
| Стивен Р. Маккуин | Джереми Гилберт   | Постоянно 3         | Постоянно 3         | Постоянно 3         | Постоянно 3         | Постоянно 3         | Постоянно 3         |                     | Спец. гость         | Спец. гость |
| Сара Каннинг      | Дженна Соммерс    | Постоянно           | Постоянно           | Гость               |                     | Гость               |                     |                     | Гость               |             |
| Катерина Грэм     | Бонни Беннет      | Постоянно           | Постоянно           | Постоянно           | Постоянно           | Постоянно           | Постоянно           | Постоянно           | Постоянно           |             |
| Кэндис Аккола     | Кэролайн Форбс    | Постоянно           | Постоянно           | Постоянно           | Постоянно           | Постоянно           | Постоянно           | Постоянно           | Постоянно           |             |
| Зак Рериг         | Мэтт Донован      | Постоянно           | Постоянно           | Постоянно           | Постоянно           | Постоянно           | Постоянно           | Постоянно           | Постоянно           |             |
| Кайла Юэлл        | Викки Донован     | Постоянно 4         | Гость               | Период.             |                     | Гость               |                     |                     | Гость               |             |
| Майкл Тревино     | Тайлер Локвуд     | Постоянно           | Постоянно           | Постоянно           | Постоянно           | Постоянно           | Постоянно           | Специальный гость   | Специальный гость   |             |
| Мэттью Дэвис      | Аларик Зальцман   | Постоянно 5         | Постоянно 5         | Постоянно 5         | Периодически        | Периодически        | Постоянно           | Постоянно           | Постоянно           |             |
| Дэниел Гиллис     | Элайджа Майклсон  |                     | Постоянно           | Период.             |                     |                     |                     |                     |                     |             |
| Джозеф Морган     | Клаус Майклсон    |                     | Период.             | Постоянно           | Постоянно           | Спец. гость         |                     | Спец. гость         | Голос               |             |
| Клэр Холт         | Ребекка Майклсон  |                     |                     | Постоянно           | Период.             |                     |                     |                     |                     |             |
| Майкл Маларки     | Энзо Сент-Джон    |                     |                     |                     |                     | Период.             | Постоянно           | Постоянно           | Постоянно           |             |

1. ↑  В трёх эпизодах пятого сезона Нина Добрев появляется в роли Амары.

2. ↑  Пол Уэсли появился в роли Сайласа в одном эпизоде четвёртого сезона и в восьми эпизодах пятого сезона. В двух эпизодах пятого сезона он также сыграл Тома Эйвери.

3. ↑  Стивен Р. Маккуин появляется в главной роли с эпизода 1x01 по эпизод 6x21. В эпизоде 6x22 он отмечен как специально приглашённый актёр.

4. ↑  Кайла Юэлл появляется в главной роли с эпизода 1x01 по эпизод 1x8.

5. ↑  Мэттью Дэвис с девятого по тринадцатый эпизод первого сезона отмечался в титрах как специальный приглашённый актёр.

### Елена Гилберт

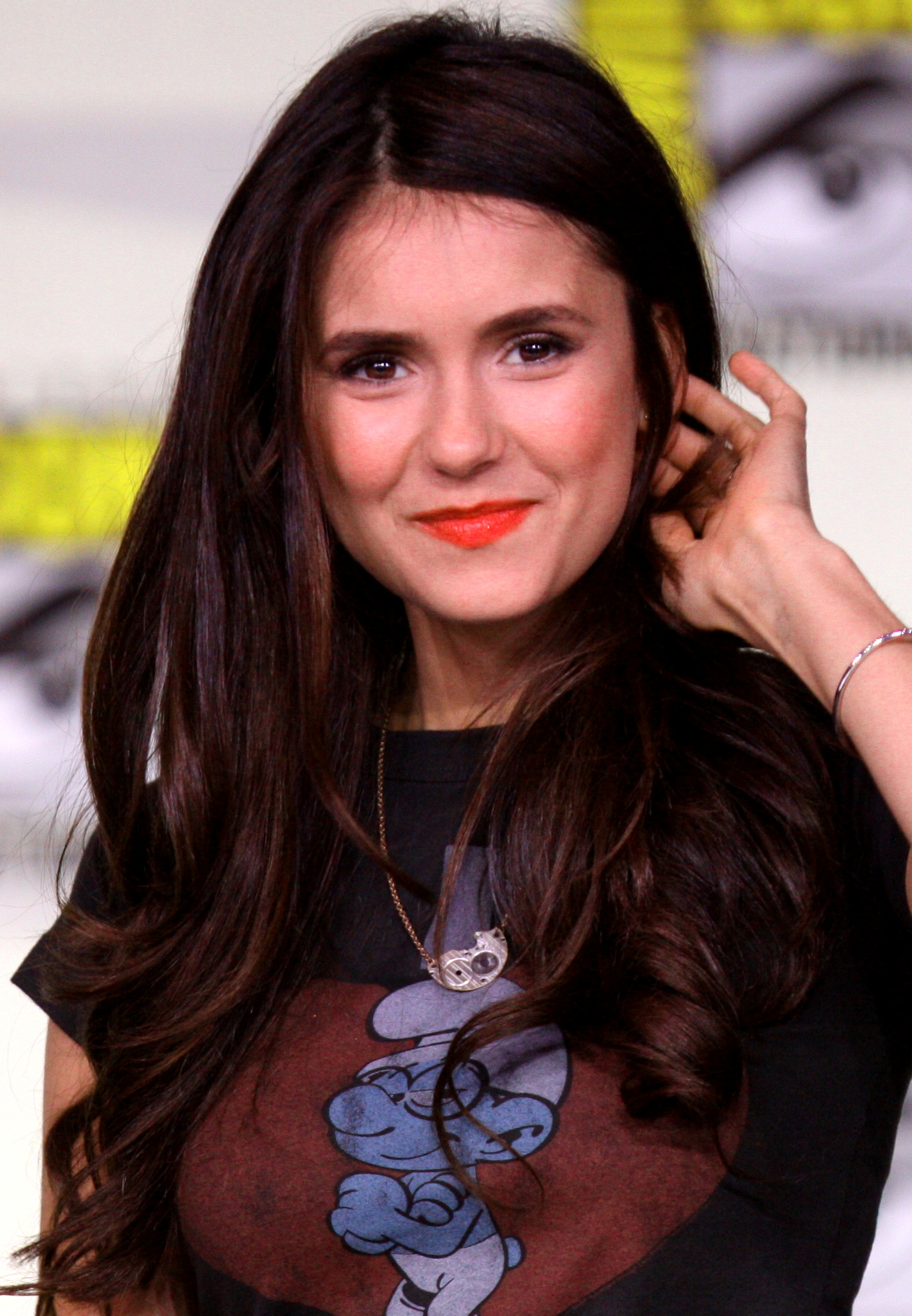
Нина Добрев, исполняющая роль Елены Гилберт, Кэтрин Пирс, Амары и Татии Петровых

- Актриса: Нина Добрев и Кайла Мэдисон (юная Елена)
- Главная роль: 1—6
- Гостевая роль: 8
- Жена Дэймона Сальваторе

### Кэтрин Пирс
- Актриса: Нина Добрев
- Главная роль: 2, 5
- Второстепенная роль: 1, 3, 4
- Гостевая роль: 8
- Возлюбленная Деймона Сальваторе

Кэтрин Пирс (англ. Katherine Pierce) – одна из главных антагонистов сериала. Родилась в Болгарии 5 июня 1473 году (эпизод 4x17), получив имя Катерина Петрова (англ. Katerina Petrova). После рождения внебрачного ребёнка была изгнана в Англию. Там она встретила Никлауса и Элайджу – двух Первородных вампиров. С помощью влюблённого в неё вампира Тревора она сбежала от Древних, а затем обманом вынудила Роуз обратить её, тем самым сделав себя бесполезной для ритуала. Пришедший в ярость от её непокорности Никлаус поклялся найти её и убить, и последние 500 лет она провела в бегах, скрываясь от его гнева. Она всегда бежала от своих проблем. Однажды она прибыла в Мистик-Фоллс, и проживающие там Дэймон и Стефан Сальваторе влюбились в неё. Когда вампиры в Мистик-Фоллс были разоблачены и сожжены, ей удалось сбежать.
Во время её пребывания в городе она давала свою кровь братьям Сальваторе, которая позволила им обратиться в вампиров после того, как их застрелили. Влюблённый в неё Дэймон, убеждённый, что Кэтрин заперта в гробнице, провёл 145 лет в поисках способа освободить её. Но когда он всё-таки проник в гробницу, он не нашёл там Кэтрин, а спустя короткое время узнал, что всё это время она была жива. В последней серии 1-го сезона Кэтрин возвращается в Мистик-Фоллс, а в 1-й серии 2-го сезона она говорит Дэймону, что всегда любила лишь Стефана, и пытается разрушить отношения Стефана и Елены – её потомка и нового двойника Петровой. Как выясняется позднее, настоящей целью её возвращения в город было похищение лунного камня и Елены, чтобы доставить их к Никлаусу, заслужив тем самым прощение и свободу. Узнавшие о её планах Стефан и Дэймон запирают её в ту самую гробницу, из которой, благодаря заклинанию, не может выйти ни один вампир. Позднее заклинание было разрушено, но из-за внушения Элайджи Кэтрин всё равно не могла покинуть гробницу. После смерти Элайджи Кэтрин освободилась и начала помогать Стефану и Дэймону. Прибыв в Мистик-Фоллс, Никлаус похитил её и держал, подвергая пыткам, в квартире Аларика. После того, как Никлаус неожиданно освободил её, она продолжала следовать за ним и Стефаном. Выяснив, что охотник на вампиров Майкл способен убить Клауса, она отыскала его и пробудила, но когда план убийства Никлауса Майклом терпит фиаско, она вновь пускается в бега, подкинув перед этим Стефану идею с похищением гробов членов древнего семейства. Долгое время о Кэтрин ничего не слышно. Появляется в начале 4-го сезона в галлюцинациях Елены после убийства охотника.
Вновь Кэтрин появляется в пещере на острове, где настигает Елену на пути к лекарству и на некоторое время «выводит её из строя». Достигнув грота с телом Сайласа, она использует кровь Джереми для пробуждения вампира-колдуна, забирает лекарство и исчезает с острова. Участники экспедиции понимают, что всё это время Кэтрин следовала за ними, чтобы в решающий момент забрать лекарство себе. Дэймон и Ребекка начинают разыскивать Кэтрин. Позже, похитив зацепки у Дэймона, Елена и Ребекка продолжают поиски Кэтрин без него, и им удаётся настигнуть её в городке в Пенсильвании, где она с помощью Элайджи пытается отдать лекарство Клаусу, чтобы тот прекратил охоту на неё. Однако и это не помогает ей освободиться от древнего преследователя Никлауса, т.к. его брат Элайджа решает отдать лекарство своей сестре Ребекке (в конечном счёте, Сайласу в образе Ребекки). Затем Кэтрин остаётся на некоторое время ни с чем и без цели, т.к. Элайджа покинул её, уехав в Новый Орлеан. Оставшись в одиночестве, Кэтрин помогает братьям Сальваторе, которые попросили её вернуть чувства Елены, пытая её.
В скором времени к Елене вернулись чувства, и её единственной целью стало убить Кэтрин Пирс, которая в данное время пытается стать неуязвимой, подобно Сайласу, при помощи Бонни, дабы перестать находиться в бегах и никого не бояться. Елена почти убивает Кэтрин, но Стефан спасает её, желая спасти связанную с ней Бонни. После того, как план Бонни идёт наперекосяк, и неуязвимость Кэтрин больше не светит, разгневанная Кэтрин не придумывает ничего лучше, чем убить Елену из-за зависти к её счастливой жизни. Неравная битва двойников в конце концов почти приводит Елену к гибели, но в последний момент Елена насильно суёт в глотку Кэтрин лекарство, и та снова становится человеком.
Кэтрин – один из наиболее многогранных и интересных персонажей сериала. Ещё из флэшбэков 1 сезона зритель узнаёт Кэтрин как эгоистичную, эгоцентричную и избалованную девушку, умело манипулирующую чувствами братьев Сальваторе ради развлечения. Её эффектное появление в конце 1 сезона, а также клубок интриг, в который она втягивает почти всех главных героев в начале 2 сезона, представляют Кэтрин как главного антагониста сериала на тот момент. Однако, наблюдая за вампиром в течение сезона, зритель узнаёт её трагическую историю и понимает причины, которые на протяжении 500 лет вынуждают Кэтрин быть той, кем она является. Всё своё существование в роли вампира для Кэтрин – гонка на выживание. Первородный гибрид Николаус одержим жаждой мести за то, что Кэтрин помешала ему провести жертвоприношение ещё в XV веке, и не остановится до тех пор, пока не сотрёт Кэтрин с лица Земли. Любовь и чувства – не пустой звук для девушки, но Кэтрин никому и ничему не позволяет вставать на пути к её главной цели – выживанию и избавлению от Клауса. Кэтрин старается брать от жизни всё, что может, наслаждается каждым днём. Её девиз – «Никаких правил». Впрочем, иногда мы можем заметить в Кэтрин тайное желание измениться, стать другой. Она на самом деле страдает от одиночества. Но страх за свою жизнь не позволяет Петровой попытаться изменить выработанную столетиями тактику выживания и образ жизни. Кэтрин может быть как опаснейшим врагом, так и ценным союзником, но следует всегда помнить, что Кэтрин на вашей стороне лишь до тех пор, пока ваши цели совпадают. Этот вампир – мастер манипулировать и превосходный стратег. Любое обстоятельство она способна обернуть себе на пользу. Любое преимущество и ценная информация непременно станут маленькими винтиками в исполнении её плана. Ещё одно её жизненное кредо: «Всегда быть на шаг впереди врага». В конце 4 сезона нам открывается слабая сторона Кэтрин. После неудачных попыток избавиться от Клауса в 3 сезоне и неудачи в становлении «истинно бессмертной» Кэтрин даёт слабину и срывается на своём двойнике Елене. Чёрная зависть к девушке, сумевшей избежать судьбы вечного беглеца и сохранившей остатки «нормальной» жизни, толкает Кэтрин на убийство. Но эмоции – главный враг логики. На этот раз Кэтрин, не предусмотревшая все возможные последствия нападения на Елену, терпит своё самое сокрушительное поражение за 500 лет – Елена забирает у Кэтрин её бессмертие.
В 5 сезоне над Кэтрин нависает новая угроза – Сайлас, желающий использовать кровь девушки для превращения в человека, что грозит ей гибелью. Но ещё раньше её настигает таинственная незнакомка Надя, которая оказывается её дочерью. Кэтрин и Надя налаживают контакт. Кэтрин вновь удаётся выжить после предательства Дэймона, скормившего её Сайласу. Но счастливая жизнь девушке не светит. Превращение в человека после V веков жизни в виде вампира имеет свои последствия: организм Кэтрин начинает невероятно быстро стареть. Девушка решает покончить с собой, отказываясь умирать от старости, но её останавливает Стефан. Между Кэтрин и Стефаном вновь вспыхивают чувства. Вскоре Кэтрин оказывается при смерти, раскаивается в своих поступках и почти умирает, но в последний момент использует силу странников и вселяется в тело Елены, с чем ей помогает дочь Надя. Затем они ломают сопротивление Елены, и тело переходит под полный контроль Кэтрин. Девушка добивается своей главной цели – любви Стефана, но тот вместе с Кэролайн догадывается, что в теле Елены находится Кэтрин Пирс. Теперь, когда это становится проблемой для Катерины, её дочь Надю кусает Тайлер Локвуд, что смертельно для той. В 15 серии 5-го сезона обе Петровы умирают: Надя – от укуса гибрида, а Кэтрин – от удара ножом странников, который нанёс ей Стефан. Надя сразу проходит через Бонни (якорь с 5-го сезона), а Кэтрин забирает тьма (в 8 сезоне будет ясно, что это Дьявол забрал её в Ад).
В 16 серии 8 сезона Кэтрин возвращается в Мистик-Фоллс, чтобы уничтожить его, а также рассказывает, что всё время управляла Сатаной и была "Королевой Ада". В конце концов её вместе со Стефаном забирает Адское пламя, после чего она освобождается из Ада и обретает покой.

### Стефан Сальваторе
Основная статья: Стефан Сальваторе
- Актёр: Пол Уэсли
- Главная роль: 1—8
- Статус: мёртв

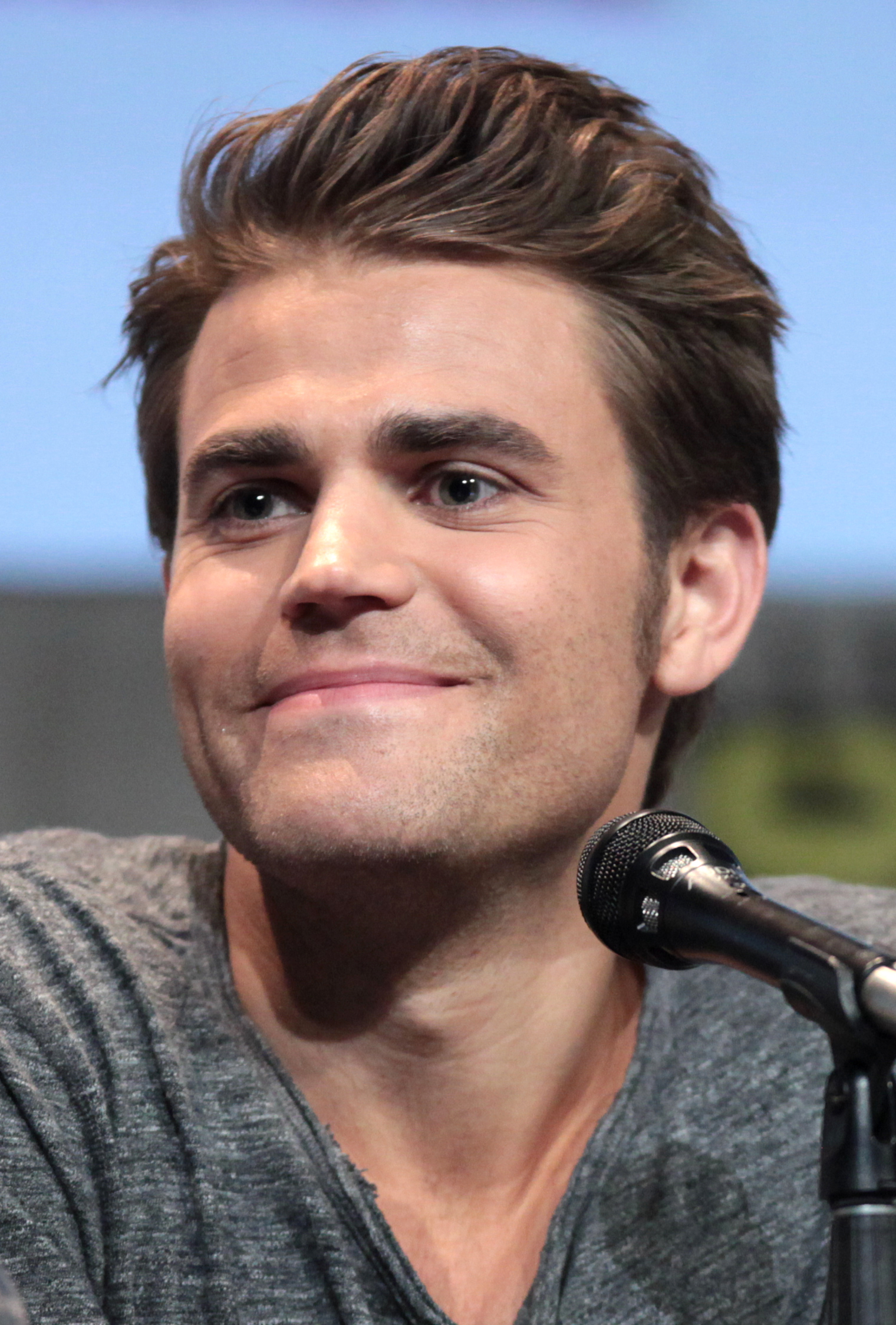
Пол Уэсли, исполняющий роль Стефана Сальваторе, Сайласа, Тома Эйвери и Эмброуз

Стефан Сальваторе родился 1 ноября 1846 года в Мистик-Фоллс в семье итальянского происхождения. Его родителями были отец Джузеппе Сальваторе и мать Лили Сальваторе, которая умерла, когда Стефан был ребёнком. На начало сериала он вновь вернулся в Мистик-Фоллс, штат Вирджиния. У него есть старший брат Дэймон Сальваторе и дядя Зак Сальваторе (позже убитый Дэймоном).
В 1864 году в поместье семьи Сальваторе приезжает Кэтрин Пирс – вампир, в которую влюбляются оба брата. Кэтрин внушила Стефану не бояться её, а также пить её кровь. В то время в Мистик-Фоллс идут преследования вампиров. После того, как Стефана застрелил собственный отец, он обратился в вампира благодаря находящейся в его организме крови Кэтрин. Чуть позже он случайно убил отца во время его нападения. Обращённый им в вампира Дэймон пообещал брату вечные страдания, разозлившись на него за своё, фактически, насильное обращение.
Поначалу Стефан был неспособен сопротивляться жажде крови, отчего у него развилась сильная зависимость. Позже, после множества убийств, он повстречал вампиршу по имени Лекси Брэнсон, которая научила Стефана контролировать жажду и стала его лучшим другом.
По поводу пристрастия его персонажа к человеческой крови Пол Уэсли говорил: «Это потрясающе. Это наркотик. Он наркоман. Я играю наркомана, и мне нравится это. Я чувствовал, что должен играть роль, которую я никогда не играл раньше. Мне нравится это, и я надеюсь, что это выходит так, как я предполагал». Исполнительный продюсер шоу Кевин Уильямсон сказал, что он «с нетерпением ждал, что Стефан в конце концов будет снова пить человеческую кровь», десятилетиями употребляя только кровь животных. Уэсли сказал, что «каждый имеет тёмную сторону, особенно вампир, и было бы нереалистично не показать это».
В первом эпизоде сериала у Стефана начинается роман с Еленой Гилберт, но он не сказал ей, что он вампир. Позже она сама выясняет это, и они временно прерывают свои отношения. Любимым эпизодом Уэсли является эпизод с «поворотным моментом», в котором Стефан отворачивается, «потому что он стыдится своего лица».
После спасения Елены во время автокатастрофы Стефан возвращается в Мистик-Фоллс, где отсутствовал на протяжении десятилетий, заметив, что Елена выглядит в точности как Кэтрин Пирс. Они начали встречаться, и через некоторое время Стефан признаётся Елене, что он вампир. Одновременно с этим в Мистик-Фоллс возвращается Дэймон, который также влюбляется в Елену. По мере развития сюжета братские узы Стефана и Дэймона крепнут. В начале сериала из-за своей зависимости от человеческой крови Стефан пьёт только кровь животных, что делает его слабее остальных вампиров.
Во 2-м сезоне Стефан начинает ежедневно пить небольшими порциями кровь Елены для ослабления своего пристрастия и увеличения физических сил. После возвращения Кэтрин выясняется, что она всегда любила Стефана, а не Дэймона, при этом сам Стефан любит Елену и не проявляет интереса к Кэтрин. После обращения Кэролайн Форбс в вампира между ней и Стефаном завязываются дружеские отношения. После того, как Никлаус дал Стефану свою кровь для исцеления Дэймона от укуса оборотня, он вновь пробудил в младшем Сальваторе Мясника-Потрошителя, и Стефан согласился примкнуть к нему и выполнять его поручения, надеясь, что поверивший в гибель Елены во время ритуала Никлаус покинет Мистик-Фоллс, и девушка будет в безопасности.
В 3 сезоне Клаус разоблачил обман и заставлял Стефана убить Елену, а когда тот начал сопротивляться, он заставил его «отключить» все чувства и человечность. Позднее Стефан смог их вернуть, о чём свидетельствует сцена, в которой он спасает Клауса ради защиты Дэймона. Далее он из мести похищает семью Клауса и начинает его шантажировать, а когда этот план проваливается (ведьмы отдали Клаусу гробы после его угроз прервать род Беннетов), Стефан, насильно напоив Елену своей кровью, угрожает съехать вместе с ней с моста, если Клаус не отошлёт своих гибридов из города. В последний момент Клаус соглашается. Между Еленой и Стефаном начинается ссора, во время которой он говорит, что Клаус отобрал у него всё, а Елена возражает: «У тебя есть я!», на что Стефан отвечает: «Я потерял тебя в ту секунду, когда покинул город вместе с ним, просто ты до сих пор не хочешь это признать». В конце 3-го сезона он целует Елену со словами: «вдруг это в последний раз». Когда Аларик убивает Клауса, родоначальника вампирской линии братьев Сальваторе, Кэролайн Форбс и Тайлера Локвуда, Елена находится в машине с Мэттом по дороге из города. Она вынуждена принять решение, с кем ей попрощаться: с Дэймоном или со Стефаном, Кэролайн и Тайлером. Выбрав Стефана, они с Мэттом возвращаются в Мистик-Фоллс, но из-за внезапного появления на пути автомобиля Ребекки, не справившись с управлением, падают с моста в воду. Подоспевший к месту аварии Стефан по просьбе Елены спасает Мэтта. В результате Елена тонет, но, как позднее выясняется, незадолго до аварии доктор Фелл вылечила Елену с помощью вампирской крови, которая оставалась в организме девушки и в момент её смерти.
В 4 сезоне Стефан узнаёт, что есть лекарство от вампиризма, и вместе с Клаусом они ищут его, чтобы вылечить Елену. Вскоре он узнаёт от Кэролайн о близости Елены и Дэймона и очень подавлен этим. Позже он узнаёт, что Елена его больше не любит, а влюблена в Дэймона. Из-за этого он объединяется с Ребеккой в поиске лекарства для Елены, чтобы узнать, правда ли, что Елена любит Дэймона или это влияние кровной связи. Стефан намерен вычеркнуть Елену из своей жизни после того, как поможет ей принять лекарство, но у него остались чувства к ней. В последней сцене 4 сезона Стефан узнаёт из уст Сайласа, что сам Стефан на самом деле его двойник, его слабое место, ключ к уничтожению, поскольку в любом заклятии должна быть лазейка. Сайлас принимает свой истинный облик, запирает младшего Сальваторе в сейфе и сбрасывает его со скал в водную пучину.
В 5 сезоне Елена готовится к переезду в общежитие колледжа Уитмор, где будет жить вместе с Кэролайн. После вновь начавшихся отношений с Дэймоном Елене очень трудно расставаться с ним, Дэймон обещает Елене присматривать за её братом Джереми после её отъезда. В колледже Елена и Кэролайн ожидают приезда своей подруги Бонни и испытывают шок, узнав, что вместо Бонни в одной комнате с ними будет жить девушка по имени Меган. Кэролайн не рада появлению новой соседки. Когда она видит, что Меган пьёт воду с вербеной, она ещё больше начинает нервничать, ведь это значит, что Меган знает о том, что Кэролайн и Елена – вампиры. Во время очередной вечеринки в колледже Меган находят мёртвой. Елена понимает, что это дело рук вампира, и начинает опасаться, что их тайна с Кэролайн откроется. Однако через некоторое время полицейский сообщает, что Меган покончила с собой. Елена начинает волноваться ещё больше, ведь это значит, что полиция по каким-то причинам покрывает убийцу. Тем временем Кэтрин возвращается в дом Сальваторе, где просит помощи у Дэймона, ведь теперь она человек и очень уязвима. Дэймон предлагает снова обратить её, но Кэтрин отказывается, думая, что это не сработает. Через некоторое время она решает убить Сайласа, чтобы обезопасить себя хотя бы на время, однако Джереми и Дэймон разрушают её планы и уезжают из города. Елена и Кэролайн пытаются выяснить, кто причастен к убийству Меган. Они сталкиваются со студентом Джесси, который сообщает им, что, по слухам, профессор Уэс Максфилд (Рик Коснетт) является членом тайного сообщества в колледже. Но какое это сообщество и чем оно занимается, никто не знает. В это время Дэймон узнаёт, что Сайлас разыскивает Кэтрин. Он просит Мэтта и Джереми находиться рядом с ней, чтобы гарантировать её безопасность. Когда Сайлас всё-таки находит их, между ним и Мэттом завязывается драка, в которой Мэтт погибает. После этого Сайлас рассказывает Кэтрин, почему он хочет убить её – кровь Кэтрин может вылечить его. Елена и Кэтрин видят один и тот же странный сон: Стефан попадает в беду. Девушки решают найти Стефана и просят Дэймона помочь им. Но неожиданно они сталкиваются с таинственной женщиной Тессой, которая мешает им найти Стефана. Кроме того, она также знает кое-что о его прошлом. Она сообщает Елене, Кэтрин и Дэймону страшную тайну своего прошлого и свои планы. Елена и Дэймон находят Стефана в неизвестном баре, где Тесса мешает им забрать Стефана, ведь он нужен ей, чтобы закончить начатое.
В 21 серии 5 сезона Стефана убивает Тайлер (Джулиан), но в конце последней серии он возвращается со всеми остальными из потустороннего мира.
В 6 сезоне Кэролайн заставляет его отключить чувства и стать потрошителем. Его мать, вернувшаяся из тюремного мира, возвращает ему чувства.
В 16 серии 8 сезона Стефан погибает, жертвуя собой, когда их с Кэтрин забирает Адское пламя. Он обретает покой вместе со своим братом Дэймоном, когда тот прожил человеческую жизнь.

### Дэймон Сальваторе
- Актёр: Иэн Сомерхолдер
- Главная роль: 1—8
- Муж Елены Гилберт

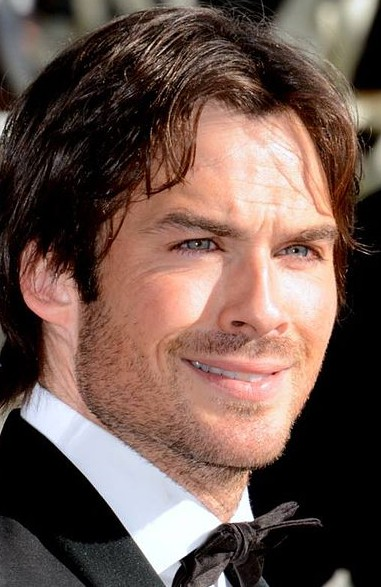
Иэн Сомерхолдер, исполняющий роль Дэймона Сальваторе

Дэймон Джузеппе Сальваторе (англ. Damon Giuseppe Salvatore) – родился 26 июня 1839 года в Мистик-Фоллс. Как и его брат Стефан, Дэймон был влюблён в Кэтрин Пирс. Затем он влюбился в Елену Гилберт, когда вновь приехал в город. Был застрелен собственным отцом в 1864-м, но т.к. на момент смерти в нём была кровь Кэтрин, Дэймон обратился в вампира. Его обращение завершилось после того, как Стефан, будучи уже полноценным вампиром, фактически вынудил Дэймона убить женщину и выпить её кровь. Дэймон, считавший Кэтрин погибшей в огне, не желал завершать обращение, поэтому разозлился на брата и пообещал сделать его жизнь невыносимой. Через полтора столетия Дэймон возвращается в Мистик-Фоллс, чтобы освободить Кэтрин из заточения в местной гробнице. После встречи с Еленой Гилберт он, по-прежнему испытывая ненависть к брату, решает разрушить их отношения со Стефаном. Когда Дэймон узнаёт, что Кэтрин никогда не была в гробнице, всё это время была жива и находилась на свободе, он находит утешение в Елене, а затем постепенно влюбляется в неё. Отношения между братьями крепнут, и становится ясно, что Дэймон на самом деле заботится о Стефане. В начале сериала Дэймон показан как импульсивный, убивающий по малейшей прихоти персонаж, но затем становится более человечным и перестаёт убивать невинных. С некоторыми жителями, например, с Алариком Зальцманом и шерифом Лиз Форбс Дэймон даже завязывает дружеские отношения.
В 1 сезоне у Дэймона были отношения с Кэролайн, однако её влюблённость в него была больше внушением, чем настоящими чувствами. Он также обратил в вампира Викки Донован, сестру Мэтта. Когда во 2-м сезоне в городе объявляется Кэтрин и говорит ему, что всегда любила Стефана, а не его, любовь Дэймона к ней исчезает, и на смену приходит ненависть к Пирс. Через какое-то время Дэймон сближается с другим вампиром – Роуз. Когда её укусил оборотень, и она страдала от продолжительной агонии, Дэймон, создав для неё сон, в котором она была вновь счастлива, заколол её. После случившегося Дэймон убил случайно встреченную на улице женщину и чуть не вернулся к своему старому образу жизни. Его следующей девушкой стала телерепортёр Энди Старр, которая нужна была ему как источник крови и чтобы отвлечься. Позже она была жестоко убита Стефаном на глазах у Дэймона. Вопреки всем этим связям Дэймон сильно любит Елену. Во время его агонии, вызванной укусом оборотня Тайлера Локвуда, Елена говорит, что прощает его за всё, и дарит ему прощальный поцелуй. Но затем Кэтрин приносит кровь Никлауса, за которую Стефан пообещал служить Древнему, и с её помощью Дэймон исцеляется.
В 3-м сезоне, во время совместных попыток найти и спасти Стефана, Дэймон и Елена сближаются и даже один раз целуются. После её слов о том, что его любовь создаёт для неё проблемы, Дэймон вступает в интимные отношения с Ребеккой. Во время совместного пребывания в Денвере между Еленой и Дэймоном возникает сильное притяжение, которое провоцирует страстный поцелуй, но позже Елена говорит, что не может разобраться в своих чувствах. В финальном эпизоде Елена всё же выбирает Стефана, сказав Дэймону, что если бы первым она встретила его, всё могло бы быть иначе. Однако из флешбэка Дэймона, показанного в том же эпизоде, становится ясно, что именно его Елена и повстречала первым: перед самой автокатастрофой, в которой погибли её родители, она шла по обочине в ожидании их машины, как вдруг ей навстречу вышел Дэймон, привлечённый её сходством с Кэтрин Пирс. У них произошёл кратковременный диалог, в конце которого Дэймон заставил её забыть о встрече.
В 4-м сезоне Дэймон узнаёт, что его кровь обратила Елену в вампира, вследствие чего у неё возникла кровная связь с ним, и она делает то, что говорит ей Дэймон. Но становится известно, что связь влияет лишь на эмоции, а не на чувства. «Елена верит в то, что по-настоящему любит Дэймона, а Дэймон хочет в это верить». Братья едут к старой ведьме, чтобы узнать, как избавиться от кровной связи, и узнают, что она возникает, только если человек до обращения испытывал чувства к обращавшему вампиру. Дэймон не хочет искать лекарство для Елены, ведь он считает, что Елена всё-таки не любит его. В 14 серии 4 сезона Елена предлагает Дэймону выпить лекарство вместе с ней (тогда ещё никто не знал, что есть только 1 доза лекарства). Дэймон говорит, что раньше он хотел быть человеком, а «теперь хуже этого для него ничего нет». Он говорит, что дело в Стефане. Но вместе со Стефаном, Еленой, Ребеккой, Бонни и Джереми отправляется в экспедицию Шейна на остров, где они хотят найти лекарство. Дэймон хочет для Елены нормальной жизни, поэтому помогает в поисках лекарства. После смерти Джереми Елена была не в себе, и Дэймон попросил её отключить свои чувства. Но это приводит к поразительным переменам в поведении Елены. Кровная связь разорвалась, но теперь девушка становится монстром. Вместе со Стефаном Дэймон пытается вернуть ей чувства, однако все попытки бесполезны: Елена знает, что братья никогда не убьют её. Тогда они на глазах у Елены убивают Мэтта Донована, и к Елене возвращаются чувства (сам Мэтт оживает, т.к. на нём было кольцо Гилбертов). В заключительной серии 4-го сезона Дэймона ранят пулей с ядом оборотней, однако в город возвращается Клаус и исцеляет Дэймона. Елена, освободившись от кровной связи, всё равно выбирает Дэймона.
В начале 5-го сезона у Дэймона и Елены всё было хорошо до смерти Кэтрин. Та решила переселиться в тело Елены, и когда душа Кэтрин занимала тело девушки, Елена побежала к Дэймону, чтобы рассказать об этом, но не успела, т.к. заклинание закончилось прежде, чем она успела что-либо сказать. Кэтрин, будучи в теле Елены, расстаётся с парнем, но когда тот узнаёт о случившемся, они вновь начинают встречаться. В финальной серии 5-го сезона Дэймон жертвует своей жизнью ради возвращения людей из той стороны. Стефан, Елена, Аларик, Тайлер и Энзо возвращаются, а Дэймон и Бонни не успевают перейти, т.к. Люк прерывает заклинание Лив. Потусторонний мир разрушен, поэтому до начала 6-го сезона местонахождение этих двоих неизвестно. Теперь в пределах Мистик-Фоллс ведьмы теряют силу, а вампиры умирают той смертью, которую они когда-то переживали.
В 6-м сезоне Дэймон вместе с Бонни оказываются в мае 1994 года и переживают один и тот же день. После того, как недостающее слово в кроссворде Бонни было таинственным образом дописано, они понимают, что не только их здесь заточили. С ними оказывается парень по имени Кай, убивший почти всю свою семью ведьм и в качестве наказания сосланный сюда. Тот нападает на Дэймона, чтобы Бонни смогла вернуть силы, и у неё получается. С помощью магической вещи во время солнечного затмения Бонни приводит аппарат в действие, но вернуться удаётся только Дэймону. По мере возвращения он узнаёт, что Елена, будучи не в силах пережить смерть любимого, попросила Аларика (сильнейшего вампира, превосходящего по могуществу даже первородных вампиров) стереть воспоминания о том, что когда-то любила его. Дэймон пытается поговорить с Еленой, т.к. уверен, что стоит им посмотреть друг другу в глаза – и она всё вспомнит. Позже Елена понимает, что хочет всё вспомнить, однако в результате несчастного случая Аларик пересекает границу, но не погибает, т.к. ему на помощь приходит врач, а он становится снова человеком и уже не может вернуть ей воспоминания. Елена не помнит свою любовь к Дэймону, но они всё равно начинают сближаться, и даже без воспоминаний Елена и Дэймон вновь начинают встречаться. Он вернул свою мать из тюремного мира 1903 г., чтобы вернуть Стефану человечность. Хранил лекарство от вампиризма, привезённое Бонни из тюремного мира 1994 г., и дал его Елене.
В 16 серии 8 сезона Дэймон становится человеком. Прожив человеческую жизнь, он обретает покой, увидев снова Стефана. 
Впрочем, по словам Плек, покой включает и других людей, просто Дэймону и Елене сначала нужно было пережить несколько воссоединений.

### Джереми Гилберт
- Актёр: Стивен Р. Маккуин
- Главная роль: 1—6
- Гостевая роль: 8

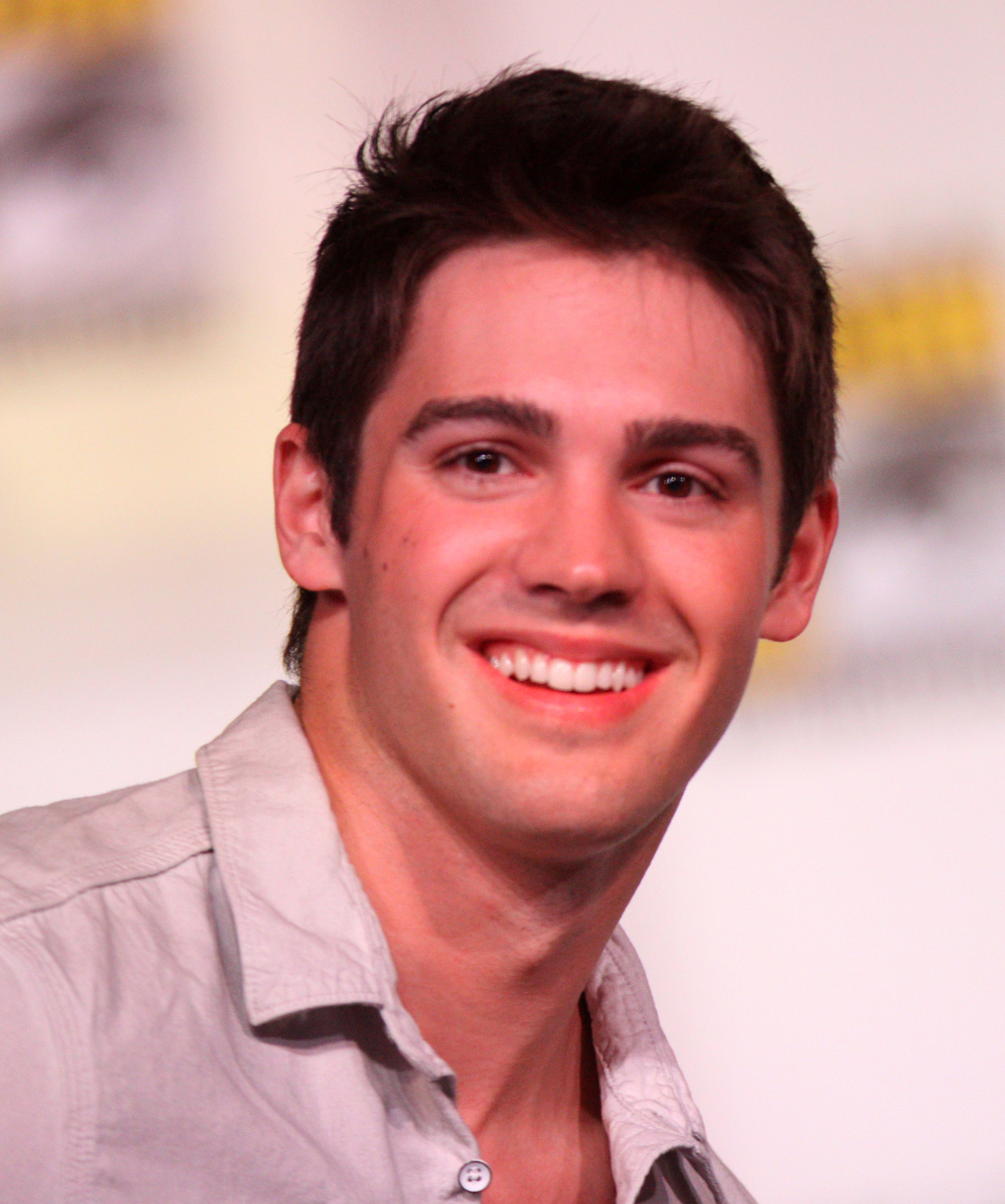
Стивен Р. Маккуин, исполняющий роль Джереми Гилберта

Джереми Гилберт (англ. Jeremy Gilbert) – младший брат Елены Гилберт, но после выяснения правды о настоящих родителях Елены оказывается, что он – её двоюродный брат (его дядя, Джон Гилберт, является биологическим отцом Елены). В первых сериях он показан как подросток, страдающий после гибели родителей и употребляющий наркотики. Влюблён в Викки Донован, также принимающей наркотики, но встречающейся с Тайлером Локвудом, что порождает соперничество между двумя парнями. Позже Викки разрывает отношения с Тайлером и начинает встречаться с Джереми. Через некоторое время Джереми становится свидетелем убийства Викки Стефаном после того, как Дэймон обратил её в вампира. Опасаясь, что её брат не сможет этого вынести, Елена попросила Дэймона заставить Джереми забыть это и унять его боль. После этого Джереми стал более уверенным в себе и бросил наркотики. Он начал встречаться с вампиром Анной, но в конце 1-го сезона его дядя Джон Гилберт убил её во время массового отлова вампиров в Мистик-Фоллс. Джереми, не в силах смириться с такой болью, попытался стать вампиром, чтобы «отключить» свои чувства. Он выпил пузырёк с кровью Анны, который она дала ему незадолго до смерти, и принял большое количество снотворного, но таблеток оказалось недостаточно, чтобы умереть, и кровь Анны просто исцелила его. Он получил от дяди кольцо, защищающее от смерти, вызванной сверхъестественным существом.
Во 2-м сезоне Джереми влюбился в Бонни Беннет, и они начали встречаться. В результате ритуала жертвоприношения он потерял своих дядю и тётю, оставшись вместе с Еленой без опекунов. В конце 2-го сезона был случайно застрелен шерифом Форбс, но Бонни удалось вернуть его к жизни с помощью магии. Однако во время возвращения Бонни была предупреждена духами ведьм о «последствиях» – после воскрешения Джереми стал способен видеть и общаться с призраками Викки и Анны всякий раз, когда он думал о них. А когда проход на «ту сторону» открылся, у Джереми появилась возможность даже физического контакта с Анной. В результате Елена застала их целующимися, о чём вскоре узнала и Бонни, что привело к разрыву их отношений. Перед закрытием прохода Джереми и Анна решили отпустить друг друга. После того, как Джереми отрубил голову гибриду и чуть не погиб от руки Клауса, Елена вновь попросила Дэймона внушить Джереми уехать из Мистик-Фоллс, чтобы он смог жить нормальной жизнью. Но когда Клаус вместе с остальными Древними нашли его, Елена забрала его обратно домой. Джереми становится охотником на вампиров после смерти Коннора Джордана – охотника на вампиров. Один из «Братства Пяти». Джереми увидел у него татуировку, которую могут видеть лишь сами охотники и те, кто потенциально может им стать (из всех героев телесериала, помимо Коннора, её видит лишь Джереми). После убийства гибрида он становится полноценным охотником на вампиров, из-за чего чуть не убил Елену. Джереми был убит в 14-й серии 4 сезона пробудившимся ото сна голодным Сайласом, не без участия Кэтрин Пирс. Не сумевшая справиться с потерей брата, Елена отключает свои чувства и сжигает его тело вместе с родовым домом Гилбертов. В эпилоге 4-го сезона Джереми вернулся из мира сверхъестественного. В последней серии 4-го сезона с помощью Бонни он воскресает из мёртвых, но из-за "последствий" умирает сама Бонни. Чтобы другие были счастливы, Бонни просит Джереми никому не рассказывать о её смерти, что Джереми и делает всё лето, прикрываясь тем, что Бонни путешествует по миру с мамой, и периодически рассылает друзьям письма и открытки от имени Бонни. Так как Джереми видит призраков, Бонни и Джереми общаются. После возвращения Бонни с "той стороны" в качестве якоря потустороннего мира, герои продолжают встречаться. В конце 5 сезона Бонни умирает как якорь. Джереми не может пережить потери и начинает много пить и вступать в беспорядочные половые связи. Уезжает в художественную школу в 14 серии 6 сезона (из-за ухода из сериала Стивена Р. МакКуина), но на самом деле едет убивать вампиров, о чём знает только Аларик. Джереми вновь появляется в 22 серии и прощается с Еленой.
В 16 серии 8 сезона он вернулся для того, чтобы помочь Кэролайн и Аларику в школе для одарённых детей.

### Дженна Соммерс
- Актриса: Сара Каннинг
- Главная роль: 1, 2
- Гостевая роль: 4, 5, 8

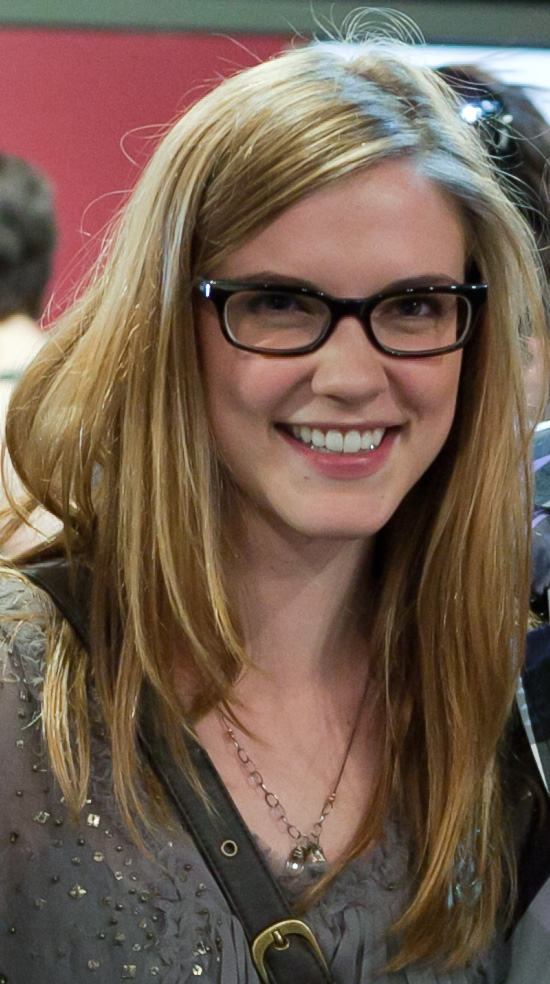
Сара Каннинг в роли Дженны Соммерс

Дженна Соммерс (англ. Jenna Sommers) – младшая сестра Миранды Соммерс-Гилберт, приёмной матери Елены. После гибели родителей Елены и Джереми Дженна взяла над ними опекунство. Поначалу она с трудом справлялась со своими новыми обязанностями и ролью главы семьи, т.к. во время учёбы в колледже была завсегдатаем разнообразных попоек, но со временем стала всё больше преуспевать в этом. Начала снова встречаться с Логаном Феллом, который уже бросал её в прошлом. Однако вскоре он был обращён в вампира Анной, а затем убит учителем истории Алариком Зальцманом. Дженне сказали, что Фелл уехал из города, и она ответила, что это хоть и ранило её, но не удивило. Позже она начала встречаться с Алариком. Во 2-м сезоне Джон Гилберт подрывает их отношения, и Дженна начинает подозревать Аларика в неискренности. После появления на пороге её дома Изобель Флемминг – мёртвой, как предполагалось до этого, жены Аларика, Дженна рассердилась на него и Елену, и они рассказали ей правду о вампирах. Во время ритуала Клауса Дженна обращена им в вампира с целью принести её в жертву. Она попыталась убить Грету Мартин, ведьму Клауса, чтобы остановить ритуал и спасти Елену, но Клаус заколол её. Похоронена рядом с Мирандой, Грейсоном и Джоном Гилбертами.

### Бонни Беннет
- Актриса: Катерина Грэм
- Главная роль: 1—8

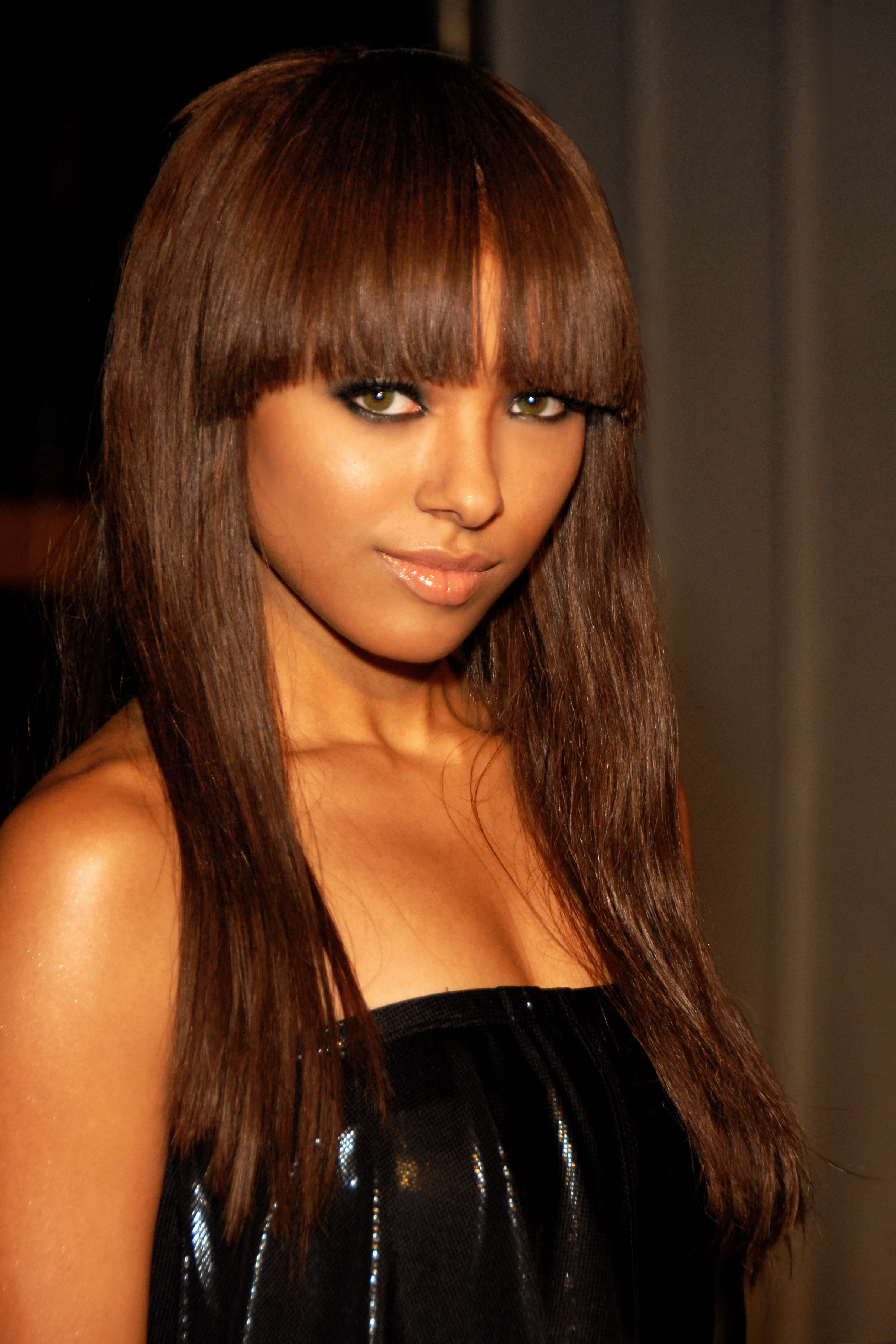
Катерина Грэм, исполняющая роль Бонни Беннет

Бонни Шейла Беннет (англ. Bonnie Sheila Bennett) – лучшая подруга Елены Гилберт и Кэролайн Форбс. Её предки происходили из Салема – города, знаменитым своим «ведьмовским делом». Когда начались суды над ведьмами в 1892 году, они переехали в Мистик-Фоллс, где тайно проживали в течение 100 лет. В первых сериях Бонни узнаёт, что не только принадлежит к роду ведьм, но и сама ею является. С помощью своей бабушки Шейлы, тоже ведьмы, она учится контролировать и использовать свои силы, что приводит к созданию крепких уз между ними. Когда они с Бонни помогали открыть магически запечатанную гробницу, Шейла истратила слишком много сил, что через короткое время повлекло её смерть. Бонни была безутешна, она уехала из города и продолжила развивать свои способности и со временем приобретала всё большее могущество. Однако даже по возвращении она не простила братьям Сальваторе и всем вампирам в целом смерть близкого человека. Решив отомстить, она обманывает Елену, когда та приносит ей одно из устройств, изготовленное Джонатаном Гилбертом, с просьбой обезвредить его. В результате устройство сработало: вампиры из гробницы (в том числе Анна), Дэймон и случайно мэр Локвуд были схвачены и брошены для сожжения в подвал. Спастись удалось лишь Дэймону, но в самый последний момент и не без помощи Бонни. В середине 2-го сезона она начала встречаться с Джереми Гилбертом, младшим братом Елены. От колдуна Луки Мартина Бонни узнаёт, что для неё единственный способ убить Клауса (Первородного вампира, стремящегося убить Елену) – это получить силу сотни мёртвых ведьм, что с ней впоследствии и случается. Затем, следуя плану Дэймона, она притворяется мёртвой, чтобы обмануть Клауса. Но когда она во время ритуала практически лишает Клауса жизни, Элайджа не убивает его, как было запланировано, а забирает с собой до того, как Бонни успевает что-либо предпринять.
В конце 2-го сезона ей удаётся вернуть Джереми к жизни после того, как она говорит своему мёртвому предку, Эмили Беннет, что любит его. Но это воскрешение имело последствия: Джереми теперь может общаться с призраками своих мёртвых бывших девушек: Анной и Викки Донован. Позже Бонни узнаёт, что за время, пока проход на «ту сторону» был открыт, Джереми поцеловал Анну, и после этого разрывает с ним отношения. В 3-м сезоне Бонни находит свою мать Эбби, бросившую её, когда та была ещё ребёнком. Эбби помогала ей убить Древних, но во время магического ритуала Дэймон был вынужден обратить её в вампира. После этого она вновь покинула свою дочь. В заключительной серии 3-го сезона она втайне переместила Клауса в тело Тайлера Локвуда, чтобы спасти от смерти по кровной линии друзей и мать. В 4 сезоне Бонни знакомится с профессором Шейном, тот учит её новым заклинаниям. По окончании обучения Шейн передаёт Бонни атрибут самой древней ведьмы, но Шейна похищает Кол, и Бонни решает наложить заклинание защиты, которое действует и на Эйприл, находящуюся рядом, в результате чего та чуть не погибает. Она пытается остановить Сайласа, в конце концов ей это удаётся. Погибает после того, как пытается вытащить Джереми из мира мёртвых. Однако Джереми по-прежнему способен поддерживать с ней связь. Бонни возвращается в мир живых в 7 серии 5 сезона после того, как ведьма Кетсия делает её якорем (вместо Амары) между миром живых и миром сверхъестественных. По словам создателей сериала, Бонни продолжит играть значительную роль в сюжете сериала в качестве призрака и окажет большое влияние на события 5 сезона. В 17 серии 5 сезона, когда через Бонни возвращается Маркос, другая сторона начинает рушиться, и Бонни понимает, что если другая сторона падёт, то она тоже умрёт. В последней серии 5 сезона Бонни с помощью ведьмы Лив и Дэймона с Еленой устраивает взрыв в Мистик-Фоллс, и все умершие могут вернуться. Так возвращаются Стефан, Елена, Аларик, Тайлер и Энзо, а Дэймон не успевает. В конце эпизода, взявшись за руки, Дэймон и Бонни умирают. В 6-м сезоне Бонни, Дэймон и Кай (парень, попавший вместе с ними) пытаются вернуться обратно в Мистик-Фоллс. С помощью магического устройства Бонни активирует портал, но Кай нападает на неё, так что лишь Дэймон смог вернуться. Бонни осталась в 1994-м вместе с Каем, где он её ранил несколько раз. Она сумела выбраться из тюремного мира и сильно изменилась с тех пор, став более жестокой, чем раньше. Бонни оставила Кая в тюремном мире 1903 года с шестью вампирами-ведьмаками. В 21 серий её начинают преследовать кошмары о Кае и Лили. Она рассказывает об этом Мэтту, и они предпринимают попытки защиты. В конце серии опасения Бонни подтверждаются, и Кай возвращается на свадьбе Джо, воткнув ей нож в спину. В 7 сезоне Бонни помогает Аларику вернуть его жену с помощью камня феникса. Бонни состояла в отношениях с Энзо до конца его жизни.
В начале сериала Бонни предстаёт перед нами весёлой и беззаботной подружкой Елены Гилберт. Она ещё не знает о своих сверхъестественных способностях, а свою бабушку считает слегка чокнутой. Но скоро ей открывается правда: девушка узнаёт о том, что она – ведьма из древнего рода, а вампиры и оборотни сотни лет жили бок о бок с людьми. После смерти бабушки Бонни приходится быстро учиться. На её хрупкие плечи ложится тяжёлое бремя защиты Мистик-Фоллс от враждебных сверхъестественных созданий. На протяжении первых сезонов Бонни кардинально меняется: становится серьёзней, сильней и ответственней. В итоге мы видим не беззаботную девушку, а мудрую женщину, которая жертвует всем ради близких.

### Кэролайн Форбс

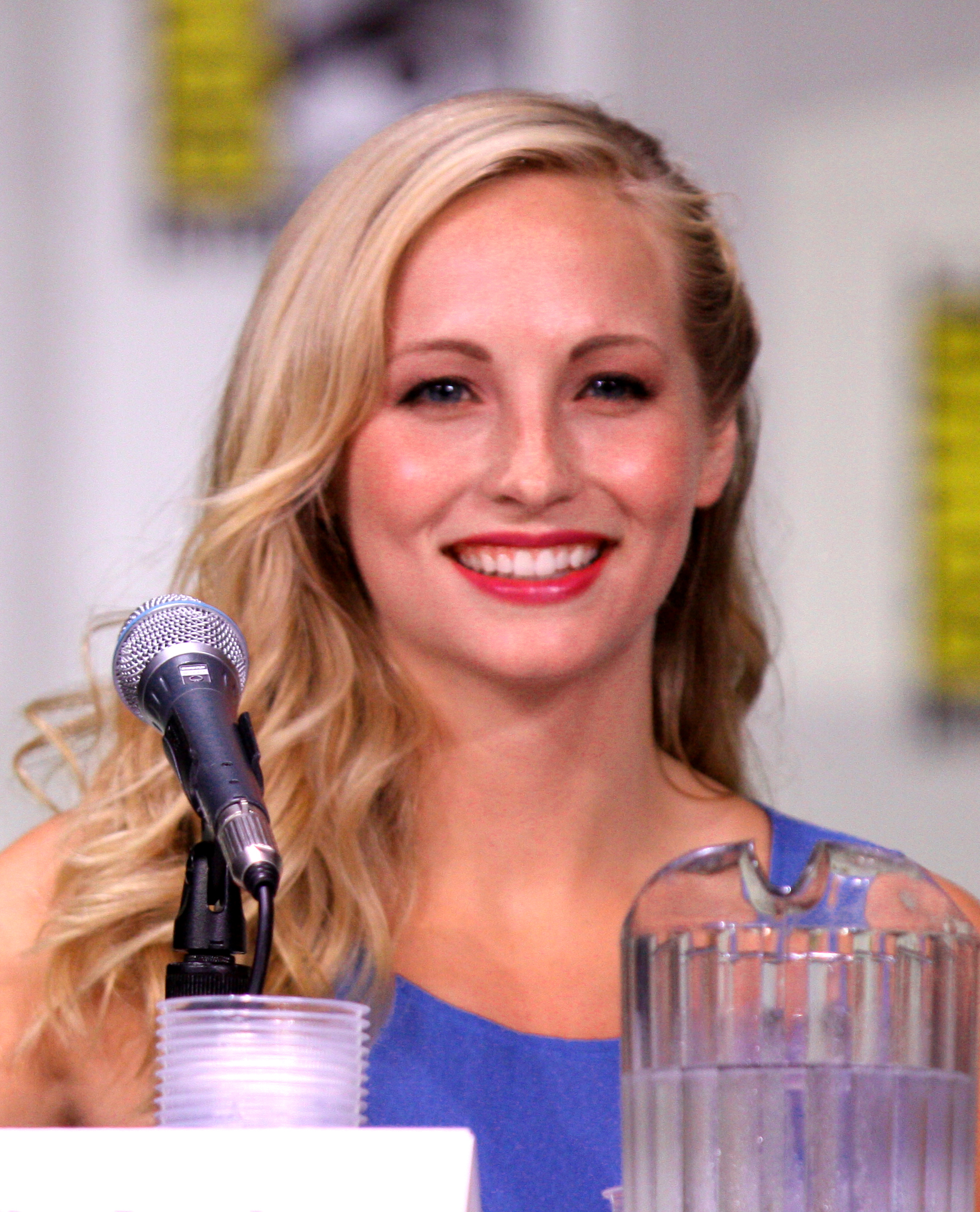
Кэндис Аккола, исполняющая роль Кэролайн Форбс

- Актриса: Кэндис Аккола и Маккенна Грейс (юная Кэролайн)
- Родилась: 10 октября 1992 г. (Мистик-Фоллс, Вирджиния, США)
- Главная роль: 1—8 сезоны
- Статус: жива
- Прозвища: «Дорогуша», «Любовь моя», «Моя королева», «Любимая» (Клаус)

Кэролайн Элизабет Форбс (англ. Caroline Elizabeth Forbes) – лучшая подруга Елены Гилберт и Бонни Беннет, дочь шерифа Мистик-Фоллс Лиз Форбс, с которой у неё напряжённые отношения. В 1 сезоне она была влюблена в Дэймона, и у них были отношения. Став вампиром, она возненавидела Дэймона, т.к. вспомнила о том, что он ей внушал. Отец покинул их с матерью после того, как признался им, что он гей. Поначалу Кэролайн показана как легкомысленная, зацикленная на себе девушка, но в дальнейшем она взрослеет, и её характер приобретает бо́льшую глубину. В 1-м сезоне Кэр встречается с Мэттом Донованом. В конце того же сезона попадает в аварию и получает тяжёлые травмы, но Дэймон даёт ей свою кровь, и она исцеляется. Однако вскоре после этого её убивает Кэтрин Пирс, и Кэролайн обращается в вампира. Стефан Сальваторе учит её контролировать жажду крови, и они становятся лучшими друзьями. После её обращения в вампира их отношения с Еленой крепнут. Кэролайн замечает, что когда она рядом с Мэттом, она не может контролировать жажду, и ради его безопасности обманом вынуждает Мэтта порвать с ней отношения. Когда Тайлер Локвуд в первый раз обращается в оборотня, Кэролайн остаётся рядом и помогает ему справиться с этим испытанием, что порождает между ними романтические чувства. Однако Кэролайн по-прежнему влюблена в Мэтта, и они снова сходятся вскоре после отъезда Тайлера из города. Когда Мэтт узнаёт, что Кэролайн – вампир, он чувствует себя обманутым и отдаляется от неё, а затем рассказывает правду её матери. Поначалу Мэтт и шериф Форбс отстраняются от Кэролайн, но когда понимают, что девушка сумела сохранить свою человечность, их отношение к ней меняется в лучшую сторону. Но Мэтт по-прежнему не желает встречаться с ней из-за своего отвращения ко всему сверхъестественному, вызванного смертью его сестры Викки от рук вампира. Ближе к концу 2-го сезона Кэролайн и Тайлер были схвачены сподвижниками Клауса, планировавшего принести их в жертву во время ритуала, чтобы высвободить в нём сущность оборотня, но были спасены Дэймоном.
После возвращения Тайлера в Мистик-Фоллс они с Кэролайн вновь сближаются. Но его мать, Кэрол Локвуд, узнаёт, что Кэролайн вампир, и связывается с её отцом, Биллом Форбсом. Тот считает, что его дочь – чудовище, и пытается «исправить» её шоковой терапией, заключив в подвале тюрьмы Мистик-Фоллс. Девушку спасают её мать и Тайлер. Со временем отношения Кэролайн с отцом налаживаются; после его гибели в 3-м сезоне она долго не может прийти в себя. Тайлер и Кэролайн становятся парой, но вскоре разлад в их отношения вносит привязанность Тайлера к Клаусу как к своему создателю. Кэролайн была укушена оборотнем и едва не умерла, но Клаус спас её своей кровью. Впоследствии Клаус начал испытывать чувства к ней, но без взаимности. Однако вскоре после того, как они танцевали и беседовали на балу, Кэролайн начала симпатизировать Клаусу, который прислал ей собственноручно выполненный рисунок, изображающий Кэролайн рядом с лошадью. В это же время Тайлер отправился в горы Апалачи, где он пытался через множественные превращения избавиться от связи с Клаусом ради сохранения отношений с Кэролайн. Во время отсутствия Тайлера девушка очень сильно скучает по нему, одновременно пытаясь разобраться в своём отношении к Клаусу. Она очень сильно обрадовалась возвращению Тайлера, избавившемуся от связи с Клаусом.
В конце 3-го сезона Аларик, ставший охотником благодаря Эстер, раскрывает тайну Кэролайн и Тайлера Совету основателей, а Кэрол Локвуд и шериф Форбс просят их уехать из города. И хотя мысль о том, что они должны покинуть своих друзей и родных, не привела Кэролайн и Тайлера в восторг, они оба были взволнованы перспективой начать совместную жизнь. После убийства Клауса Кэролайн была в шоке от мысли, что Тайлер, как часть кровной линии Клауса, тоже скоро умрёт. Во время эмоционального прощания Тайлер, специально начав обращение, вынуждает её убежать, чтобы не видеть его смерти. Кэролайн не знала, что в тот момент Бонни тайно переместила Клауса в тело Тайлера. В 4 сезоне она помогает Стефану пережить его драму, а также в поиске с лекарством. Клаус до сих пор испытывает к ней нежные чувства. Они становятся друзьями после того, как Кэролайн помогла ему с внушением Сайласа. А позже она приглашает его на выпускной, где Клаус говорит, что разрешает Тайлеру вернуться, и собирается ждать её, сколько бы времени на это ни ушло. Но в начале 5-го сезона девушка предоставляет выбор Тайлеру : она или месть Клаусу, но, к огромному сожалению, молодой человек выбирает месть. Огорчённая Кэролайн, не надеясь восстановить отношения, долго грустит, но в 11 серии Клаус приезжает в Мистик-Фоллс из Нового Орлеана и просит девушку откровенно рассказать о том, что она чувствует к нему, взамен обещает уехать навсегда, на что девушка отвечает поцелуем, переходящим в интимную близость. В конце серии появляется Тайлер. В 6 сезоне Кэролайн узнала, что её мама больна раком, и очень переживает за неё. Позже она решила проверить целебные способности вампирской крови, дав свою кровь человеку, больному раком, и тот не умер. Кэролайн очень обрадовалась и дала выпить свою кровь матери, но из-за её крови у матери усилилось развитие рака, и Лиз Форбс умерла в 14 серии 6 сезона. После смерти матери Кэролайн отключила чувства. Она насильно заставила и Стефана отключить их. В это время они переспали. После возвращения человечности Кэролайн извиняется перед всеми и начинает активную подготовку свадьбы Джо. В 7 сезоне Кэролайн оказывается беременна детьми Джо, т.к. ведьма перенесла их в тело Кэролайн на свадьбе Джо, когда та была убита. Жила с Алариком, чтобы они были как настоящая семья, но чувства к Стефану не угасали. В конце сезона Кэролайн сказала Стефану, что чувствует "потепление", и между ними происходит поцелуй.
В 8 сезоне она 2 раза принимала предложение о замужестве от Стефана, и в 15 серии они всё-таки поженились. В 16 серии 8 сезона она вместе с Алариком открывает школу для одарённых детей и получает просьбу о личной встрече от Клауса Майклсона.
Кэролайн появляется в 5 сезоне «Древних», где встречается с Клаусом и помогает ему с его дочерью. В 6 серии она признаётся, что не жалеет о встрече с Клаусом, а в 12 – что он не был злодеем в её истории. В последнем эпизоде Кэролайн приезжает к Клаусу и просит вернуть ей долг, обещанный Майклсоном – прогулку по Новому Орлеану, после чего прощается с Клаусом и, поцеловав его, уходит.
Кэролайн появляется в последней серии 4 сезона «Наследия», где заменяет Аларика Зальцмана на посту директора Школы Сальваторе.

### Мэтт Донован
- Актёр: Зак Рериг
- Главная роль: 1—8
- Статус: жив

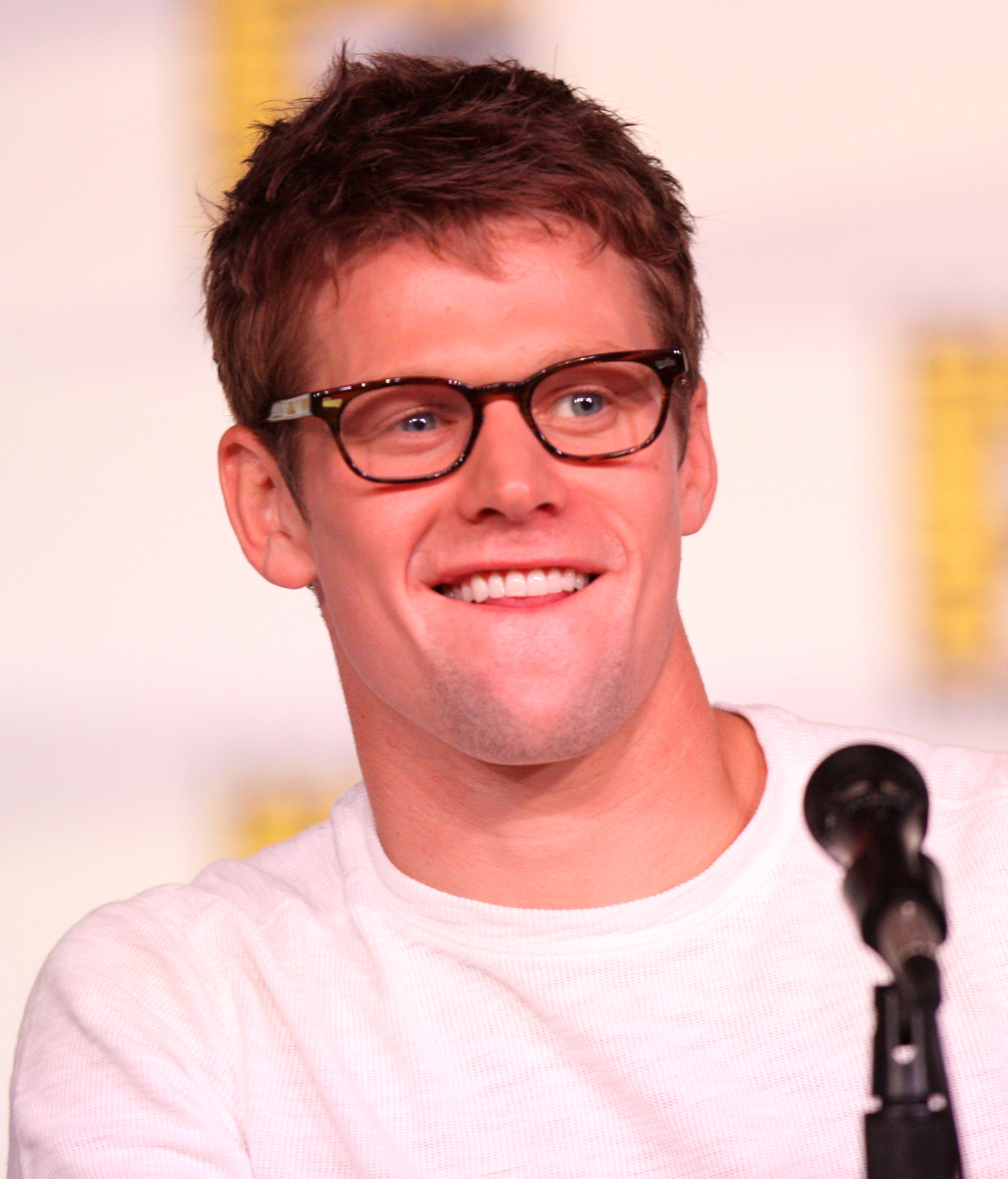
Заг Рериг, исполняющий роль Мэтта Донована

Мэттью Г. "Мэтт" Донован (англ. Matthew G. "Matt" Donovan) – бывший парень Елены, которая рассталась с ним после аварии, в которой погибли её родители. Хотя у него есть старшая сестра Викки, после того, как мать оставила их, все семейные заботы легли на него. Он был глубоко шокирован смертью своей сестры. Мэтт – лучший друг Тайлера Локвуда, а также капитан школьной команды по американскому футболу. Также работает помощником официанта в баре «Мистик-гриль». Несмотря на то, что Елена порвала с ним, он всё ещё испытывает к ней чувства и надеется, что они всё-таки будут вместе. Однако это не мешает ему завести роман с Кэролайн Форбс. После её обращения в вампира во 2-м сезоне Кэролайн обманом вынуждает Мэтта разорвать с ней отношения, т.к., находясь рядом с ним, она не могла контролировать свою жажду крови. После того, как Мэтт узнаёт правду о Кэролайн, он обвиняет её в причастности к смерти Викки, и они ссорятся. Мать Кэролайн, шериф Форбс, тайно просит Мэтта помочь ей в расследовании убийств вампирами и даёт ему вербену. Мэтт просит Кэролайн заставить его всё забыть, но благодаря вербене лишь притворяется, что поддался внушению. Впоследствии он всё-таки рассказывает Кэролайн о планах шерифа, т.к. понял, что она всё та же, несмотря на превращение в вампира. Но это не мешает ему окончательно порвать с ней, чему способствовали взвалившиеся на Мэтта работа, учёба, а также неспособность смириться с фактом обращения Кэролайн.
В 3-м сезоне Джереми признался Мэтту, что может общаться с призраком Викки. Желая увидеть её лично, Мэтт утопился в бассейне, предварительно сообщив Бонни о своих намерениях. В итоге Бонни едва успела спасти его с помощью искусственного дыхания, и Мэтт также стал способен видеть свою сестру. В ответ на просьбу о помощи от Викки Мэтт провёл ритуал, который, по её словам, поможет Первородной ведьме вернуть её вне зависимости от того, думает ли он о ней или нет. Однако на самом деле Первородная ведьма поручила Викки убить Елену. Мэтт обратился к Бонни, с её помощью смог вернуть Викки на «ту сторону» и выкинуть её из своих мыслей. В заключительной серии 3-го сезона Мэтт попадает в автокатастрофу вместе с Еленой. Прибывший им на помощь Стефан хочет сначала вытащить Елену, но та указывает на Мэтта, и Стефан вытаскивает первым его. Дэймон хотел убить Мэтта, думая, что из-за него Елена стала вампиром. Мэтт Донован добрый и отзывчивый парень. Из-за непереносимости Еленой мысли о том, что ей теперь придётся пить кровь людей, Мэтт даёт ей пить свою кровь. В 21 серии 4-го сезона Дэймон убивает его, чтобы у Елены проснулись чувства. Но на Мэтте было кольцо Гилбертов, и он воскресает. В конце сезона он очень сближается с Ребеккой Майклсон и отправляется с ней в летнее путешествие. В 6 сезоне он вступает в ряды добровольцев для защиты Мистик-Фоллс.

### Викки Донован
- Актриса: Кайла Юэлл
- Главная роль: 1
- Второстепенная роль: 3
- Гостевая роль: 2, 5, 8

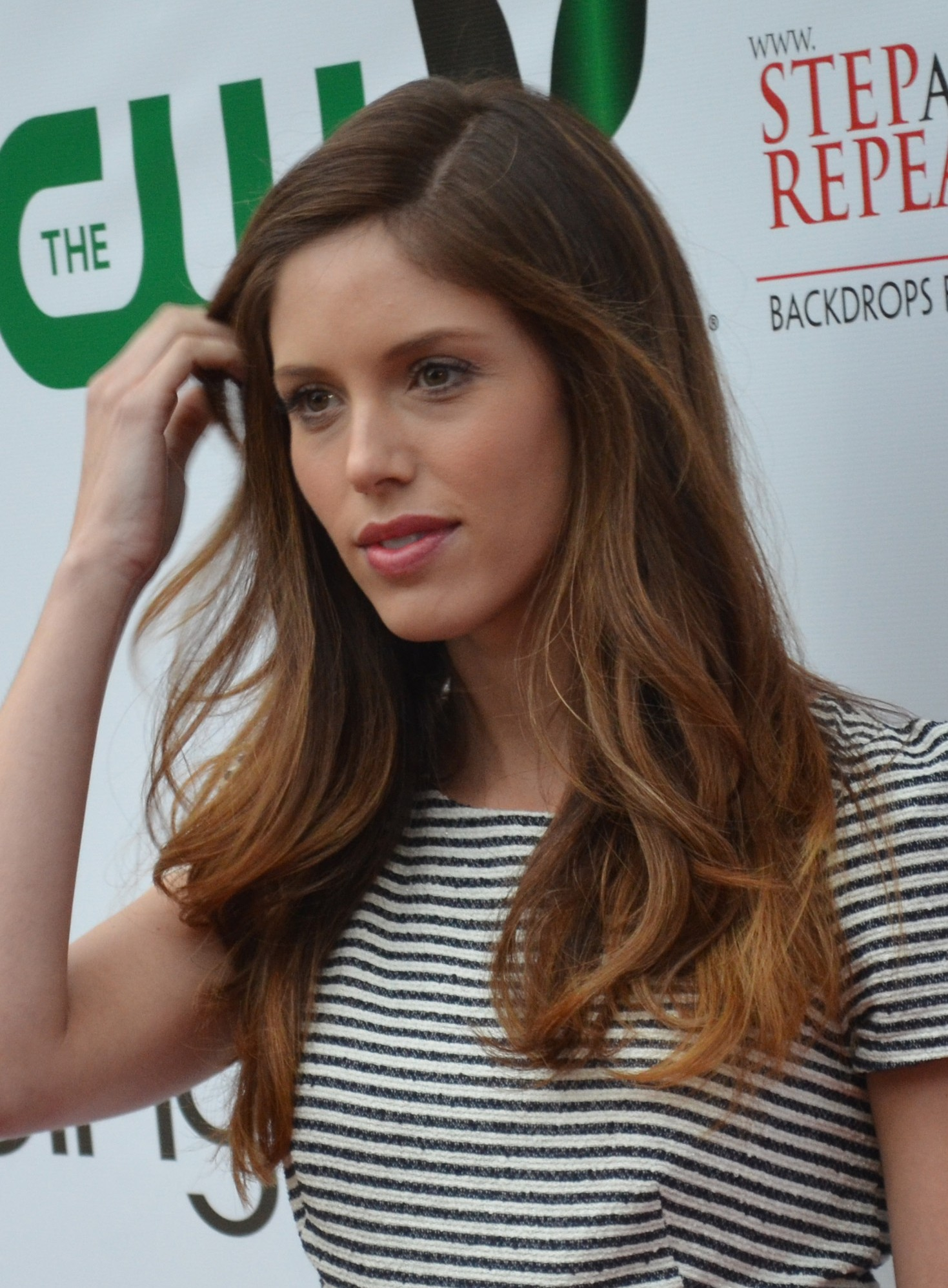
Кайла Юэлл, исполняющая роль Викки Донован

Викки Донован (англ. Vicki Donovan) – старшая сестра Мэтта Донована. Имела сомнительную репутацию и проблемы с алкоголем и наркотиками, в результате чего Дэймон обратил её в порыве плохого настроения. Став вампиром, Викки не понимает, что с ней происходит, в результате чего в порыве страсти она нападает на Джереми и Елену, из-за чего Стефан вынужден убить её. Тело находят не сразу. Некоторое время Викки встречалась с Джереми Гилбертом и Тайлером Локвудом. Однажды была воскрешена и пыталась убить Елену, чтобы вернуться из мира мёртвых, но ей помешали Бонни и Мэтт, которые закрыли врата, используя древний кулон ведьмы. В 5 сезоне, после начала серьёзных изменений на другой стороне, Викки поговорила с Мэттом, который временно находился там, сказав ему, что любит его. Мэтт не может её удержать, и её забирает тьма.
В 8 сезоне Викки становится помощницей Кэтрин, но в итоге обретает покой.

### Тайлер Локвуд
- Актёр: Майкл Тревино
- Главная роль: 1—6
- Гостевая роль: 7, 8

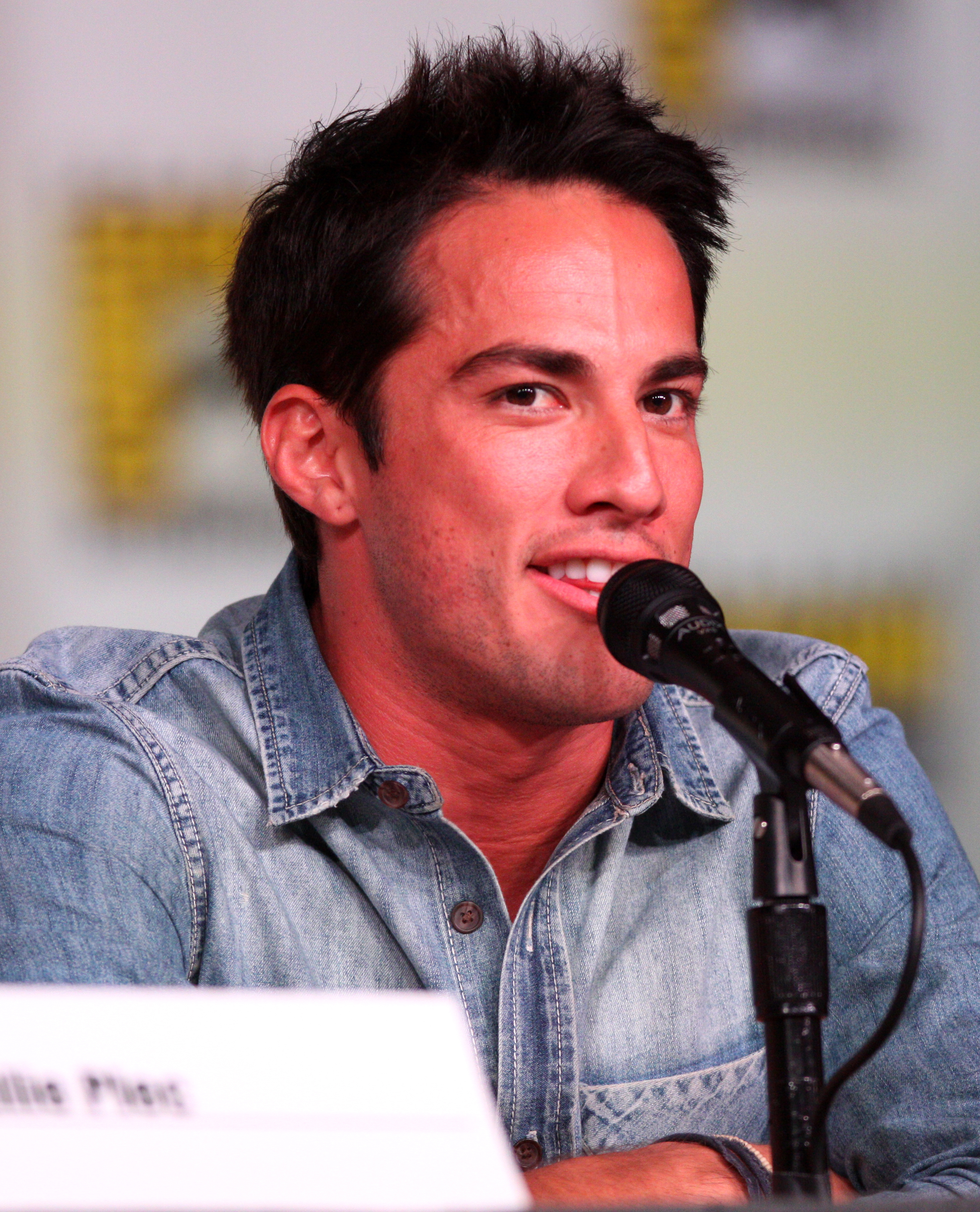
Майкл Тревино, исполняющий роль Тайлера Локвуда

Тайлер Локвуд (англ. Tyler Lockwood) – сын мэра города Мистик-Фоллс Ричарда Локвуда и его жены Кэрол. Он также играет за сборную школы по футболу; лучший друг Мэтта Донована. Тайлер находился в напряжённых отношениях со своим отцом, который сурово обращался с ним, однако от новости о его гибели Тайлер испытал глубокое потрясение. В начале сериала он показан заносчивым и эгоистичным задирой. Встречался с Викки Донован, пока она не порвала с ним из-за своих чувств к Джереми Гилберту, что привело к соперничеству между парнями. У Тайлера достаточно вспыльчивый характер, который его дядя, Мэйсон Локвуд, объяснял наличием в их родословной гена оборотня. Когда Кэтрин Пирс внушает Саре, однокласснице Тайлера, напасть на него с ножом, Тайлер, защищаясь, случайно убивает девушку, тем самым пробудив проклятие оборотня. Незадолго до своего первого превращения Тайлер неожиданно получает поддержку со стороны Кэролайн Форбс, хотя они не были до этого друзьями. В итоге Тайлер влюбляется в Кэролайн, но когда в городе объявляется подруга Мэйсона Джулс и говорит Тайлеру, что Кэролайн, Стефан и Дэймон виновны в смерти его дяди, парень чувствует себя преданным. После этого группа оборотней захватывает и держит в плену Кэролайн; Тайлер не сразу решается освободить её, что побуждает девушку разорвать их дружеские отношения. Расстроенный её решением, а также из стремления защитить своих друзей и знакомых Тайлер уезжает из города вместе с Джулс. Несмотря на это, когда его мать оказывается в больнице, Тайлер возвращается в Мистик-Фоллс и решает всё-таки там остаться. Они мирятся с Кэролайн, и за лето их дружба только крепнет.
Ближе к концу 2-го сезона Тайлер был схвачен вместе с Кэролайн сподвижниками Клауса, планировавшего принести их в жертву во время ритуала, освободившего в Клаусе сущность оборотня, но они были спасены Дэймоном. В начале 3-го сезона они проводят ночь вдвоём, а Кэрол Локвуд узнаёт, что Кэролайн – вампир, и похищает её при попытке улизнуть из их дома. Узнав об этом, Тайлер заставляет мать наблюдать своё превращение. Придя в себя, Кэрол обещает сыну, что с девушкой ничего не случится. Вместе с шерифом Форбс Тайлер освобождает Кэролайн, и молодые люди больше не скрывают своих отношений. Он стал первым успешно обращённым гибридом Клауса. В результате обращения у Тайлера появилась связь с Клаусом как со своим создателем, что проявляется в огромной преданности и стремлении любой ценой защитить своего хозяина. Тайлер относится к этой связи спокойно, отчего Кэролайн прекращает с ним встречаться. В конечном счёте Тайлер всё же осознаёт, что ничего хорошего в связи нет, и избавляется от неё через многократные превращения в оборотня. Они с Кэролайн возобновляют свои отношения.
В конце 3-го сезона Бонни Беннет переместила в его тело Клауса; сознание Тайлера при этом не погибло, но оказалось «заперто», так же, как и в случае, когда Клаус переместился в тело Аларика. В 4-м сезоне он освобождает всех гибридов вместе со своей подругой Хейли от связи с Клаусом, чтобы убить его. Но вскоре Клаус узнаёт о намерениях Тайлера и убивает всех гибридов, кроме Тайлера, которому удаётся бежать, и начинает охоту на него. Когда Клаус был заточён в доме Елены, Тайлер пытается сделать больно Клаусу, но это не помогает, и Клаус кусает Кэролайн на глазах у Тайлера. Впоследствии Клаус говорит, что убьёт его, но Кэролайн уговаривает оставить Тайлера в живых. Клаус заставляет его бежать из города. Когда заклятие Бонни исчезает, Клаус обещает найти и убить его. Но в конце 4-го сезона Клаус разрешает Тайлеру вернуться в город. В 5 сезоне Тайлер приезжает в колледж к Кэролайн и расстаётся с ней, чтобы уехать в Новый Орлеан и отомстить Клаусу. В конце 100 серии Тайлер вернулся в Мистик-Фоллс. Когда в 17 серии 5-го сезона странники возвращаются в город, в тело Тайлера был помещён странник, но в последнем эпизоде Тайлер был убит в Мистик-Фоллс (который до этого был очищен от магии). После возвращения с другой стороны он снова становится обычным человеком с геном оборотня. Встречался с Лив в 6 сезоне, но бросил её из-за того, что она его обманула. В 22 серии 6 сезона после самоубийства Кая весь его клан начинает погибать. В это время умирающая Лив предлагает раненому Тайлеру исцелиться, убив её, и снова стать оборотнем.
В 3 серии 8 сезона Тайлер был убит Дэймоном Сальваторе. В 16 серии 8 сезона видно, что он обрёл покой.

### Аларик Зальцман
- Актёр: Мэттью Дэвис
- Главная роль: 1—3, 6—8
- Второстепенная роль: 4, 5

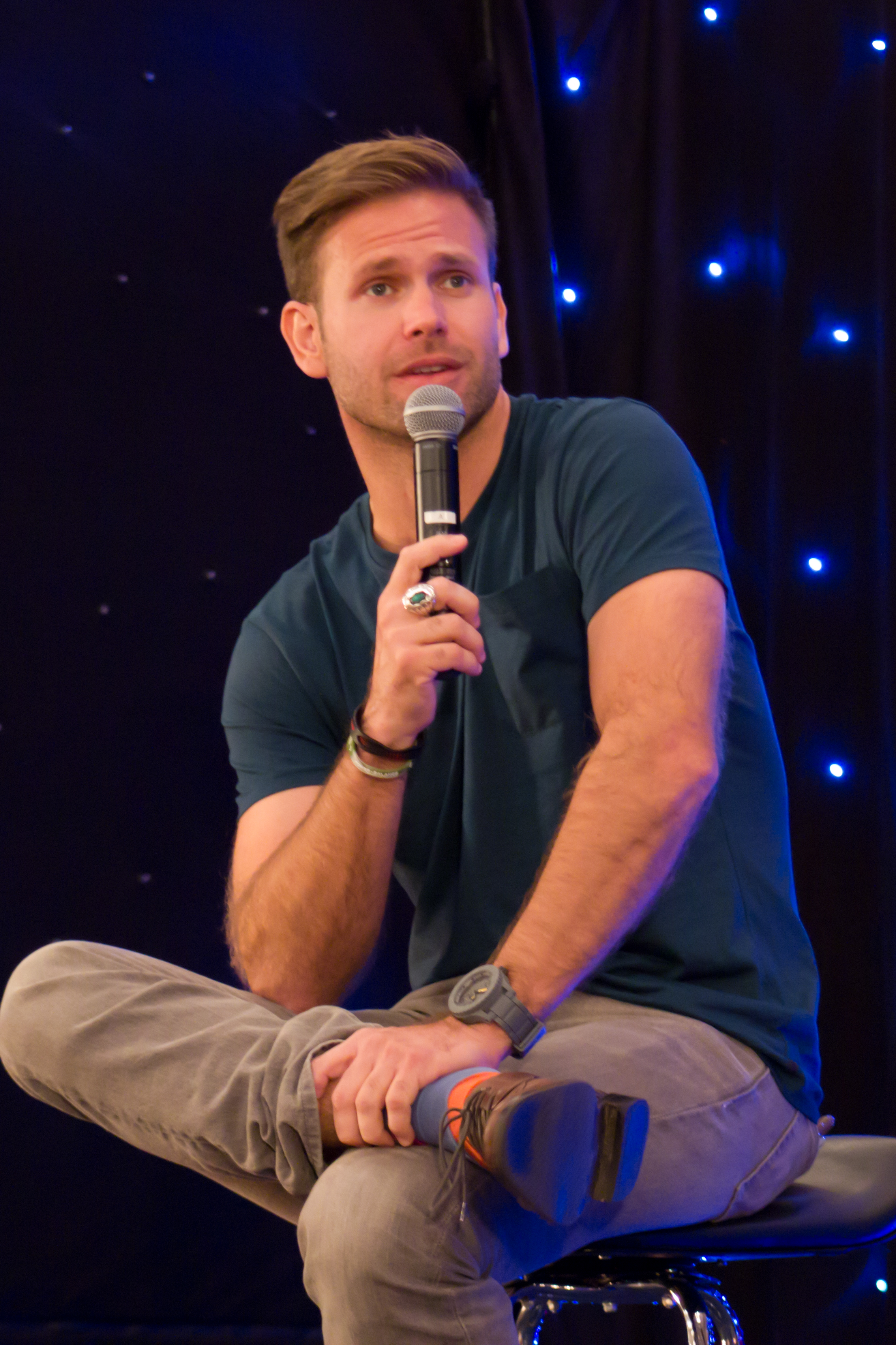
Мэттью Дэвис, исполняющий роль Аларика Зальцмана

Аларик Дж. "Рик" Зальцман (англ. Alaric J. "Ric" Saltzman) – учитель истории в школе Мистик-Фоллс и охотник на вампиров. Первоначальной целью его прибытия в город было убийство Дэймона Сальваторе, которого Аларик считал виновным в смерти своей жены. Как позже выяснилось, жена Аларика, Изабель Флемминг, вовсе не погибла: желая стать вампиром, она сама отыскала Дэймона, и тот обратил её. Впоследствии Аларик и Дэймон становятся друзьями. Носит подаренный ему Изабель перстень Гилбертов, защищающий владельца от смерти, вызванной сверхъестественным существом. Позже Джон Гилберт потребует перстень обратно. Рик начинает встречаться с Дженной Соммерс. Во 2-м сезоне Джон начинает подрывать их отношения, а когда на пороге возникает Изабель, Дженна понимает, что Аларик многое от неё утаивал, и уходит от него. Позже Клаус вселяется в тело Аларика, чтобы втереться ко всем в доверие. Вскоре Клаус отпускает его, и он возвращается к Дженне, однако во время ритуала Клаус убивает обращённую в вампира Дженну.
С начала 3-го сезона Аларик живёт с Еленой и Джереми, заменяя им опекуна, а также вступает в Совет основателей как представитель семьи Гилбертов. Он начинает встречаться с Мередит Фелл, местным врачом, также состоящей в Совете. Позже выясняется, что именно Аларик виновен в нескольких убийствах горожан, так или иначе связанных с вампирами: после каждой смерти и до момента воскрешения кольцом, при нахождении на «той стороне», ведьма Эстер всё сильнее влияла на него, в итоге пробудив в Зальцмане пылающее ненавистью к вампирам альтер-эго – «Тьму» («Тёмного Аларика»). В последних эпизодах 3-го сезона Эстер обратила его в Древнего вампира, чтобы он убил других Древних, и создала для него неразрушаемый кол из белого дуба. Аларик умирает в финальной серии 3-го сезона сразу после гибели Елены, т.к. Эстер связала их жизни при обращении Аларика. Он как призрак является Джереми, чтобы попрощаться и сказать, что он будет с ним и после смерти.
Появляется во 2-й серии 4-го сезона в виде призрака у своей могилы, где Дэймон высказывает свои эмоции. После монолога, уходя, он говорит: «Ты мой должник». Аларик в ответ: «Я тоже скучаю по тебе, приятель». В эпилоге 4 сезона он на время вернулся из мира сверхъестественного. Появляется в 100 серии в виде призрака и говорит, что присматривает за всеми, «ведь не мог же он оставить Дэймона за главного», На что Дэймон отвечает: «Я тоже скучаю». Следующее его появление – это 22 серия 5-го сезона, когда он с помощью Бонни (якоря) возвращается в мир живых. В 6-м сезоне возвращён в мир живых как Древний вампир. Работает профессором истории оккультизма в колледже Уитмор, где учатся Елена, Кэролайн, Тайлер, Лив и Бонни. Аларик стёр воспоминания Елены о Дэймоне после его смерти, а после того, как случайно пересёк границу Мистик-Фоллс, он умирает, но выживает без сверхспособностей. В 6 сезоне Аларик делает предложение Джо, когда она забеременела от него. После её смерти Аларик пытается вернуть её с помощью Камня Феникса, но когда возвращает, оказывается, что это другой человек в её теле. Когда она умирает, Аларик узнаёт, что его дети находятся в теле Кэролайн. Когда дети рождаются они с Кэролайн живут вместе, но т.к. Кэролайн всё ещё любит Стефана, Аларик отпускает её, несмотря на то, что любит её.
В 16 серии 8 сезона он вместе с Кэролайн открывает школу Сальваторе для одарённых детей. Дальнейшая история Рика Зальцмана продолжена в спин-оффе «Наследие».

### Клаус Майклсон
- Актёр: Джозеф Морган

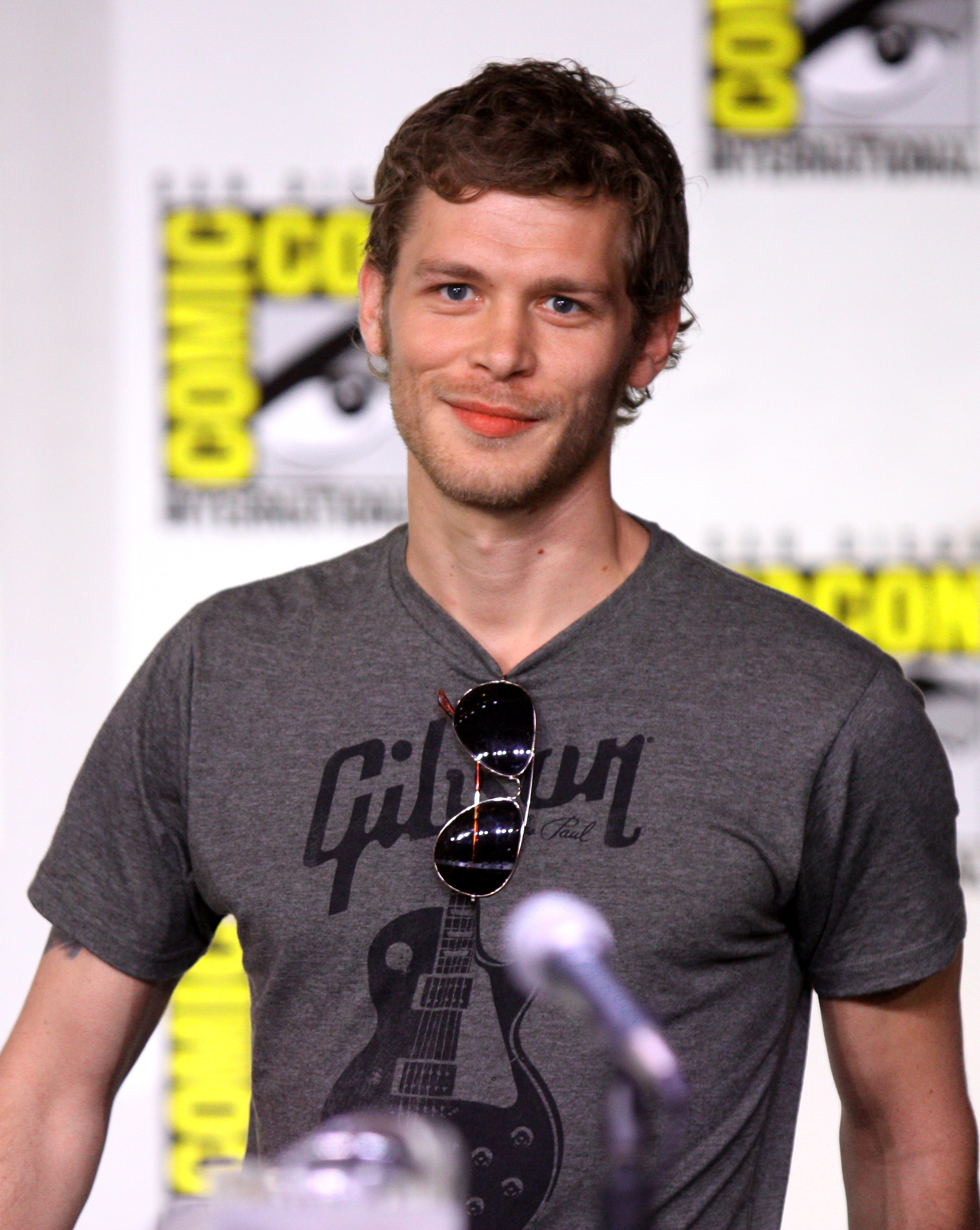
Джозеф Морган, исполняющий роль Клауса Майклсона

- Родился: X век (Мистик-Фоллс, Новый Свет; Возраст 1000+)
- Главная роль: 3, 4
- Статус: мёртв (см. сериал «Первородные»)
- Второстепенная роль: 2
- Гостевая роль: 5, 7

Никлаус "Клаус" Майклсон (англ. Niklaus "Klaus" Mikaelson) – один из главных антагонистов сериала, Древний 1000-летний вампир, а с конца 2-го сезона – Первородный гибрид вампира и оборотня. Импульсивный и жестокий, что объясняется генами оборотня; после обращения в вампира данные качества лишь усилились. Его мать-ведьма Эстер, стремясь защитить семью от оборотней, заклинанием обратила своего мужа и детей в первых вампиров. В отличие от его братьев и сестры, у Клауса был иной отец: Эстер изменила своему мужу с оборотнем, что сделало Клауса гибридом. Однако группа ведьм, включая Эстер, использовав лунный камень, наложила заклятие на Клауса, чтобы не дать сущности оборотня проявиться. Снять заклятие мог лишь ритуал, в ходе которого должны быть принесены в жертву оборотень, вампир и двойник Петровой. Первым двойником, которого отыскал Клаус, была Катерина Петрова, но она сбежала вместе с лунным камнем и хитростью вынудила Роуз обратить её в вампира, что сделало её непригодной для ритуала. После этого она несколько веков провела в бегах, скрываясь от ищущего мести Клауса. В итоге он с помощью Изобель Флемминг всё же находит Кэтрин, а вместе с ней и следующего двойника – Елену Гилберт.
В качестве наказания Клаус внушением заставляет Кэтрин калечить саму себя. Собрав в конце концов всё необходимое: лунный камень, оборотня Джулс, двойника Елену и специально обращённую в вампира Дженну Соммерс, Клаус проводит ритуал и становится полноценным гибридом. Шантажируя Стефана лекарством для Дэймона, он вынуждает его служить ему и пробуждает в младшем Сальваторе его тёмную сторону – Потрошителя. Позже раскрывается причина, по которой Клаус выбрал именно Стефана: они познакомились в Чикаго ещё в 1920-х годах и были друзьями, пока Клаус в очередной раз не пустился в бега от Майкла и не внушил Стефану забыть об их знакомстве. Уже в наше время Клаус отменяет свой старый приказ, и к Стефану возвращаются воспоминания. При обращении Тайлера Локвуда в гибрида выясняется, что только кровь Елены может завершить процесс, и Клаус приказывает Стефану оставаться в Мистик-Фоллс и защищать девушку, при этом он заставляет Стефана «отключить» свои чувства. Также выясняется, что именно Клаус убил Эстер из-за наложенного на него заклятия, и именно поэтому его отчим, Майкл, столетиями вёл на него охоту. После того, как Дэймон, вынув кинжал из Элайджи, оживил его, и тот, в свою очередь, оживил своих братьев и сестру, а Бонни Беннет вместе с матерью заклинанием освободили Эстер, семья Клауса вновь объединилась. Семья для него всё, однако смерть Финна не слишком его огорчила. Очевидно, единственный член семьи, которым Клаус действительно дорожит – это Ребекка. Он начал испытывать романтический интерес к Кэролайн Форбс после её исцеления с помощью своей крови от укуса Тайлера. Клаус позже пригласил её на Бал Древних, где они вместе танцевали. Иссушён заклинанием Бонни, а затем найден Алариком и заколот колом из белого дуба. Однако Древний при этом не умер, т.к. Бонни, стремясь уберечь от смерти по кровной линии своих друзей и мать, с помощью магии тайно переместила Клауса в тело Тайлера.
В 4 сезоне Клаус перемещается обратно в своё тело. Он узнаёт от своей сестры Ребекки, что есть лекарство от вампризма, и хочет вылечить Елену, чтобы снова делать гибридов от крови Елены. В 9 серии 4 сезона он убивает всех своих гибридов (т.к. те потеряли связь с создателем), кроме Тайлера, которому удаётся бежать, за это он мстит, убив его мать Кэрол Локвуд. После убийства Кола он заточен в гостиной Гилбертов, обещая всех убить. После объявления Тайлером плана убийства Клауса тот кусает Кэролайн в отместку. После Кэролайн смогла убедить Клауса дать ей кровь. Это также стало шагом к их сближению. В 16 серии 4-го сезона он защищает Хейли ради того, чтобы она выдала все секреты Кэтрин. В конце концов это приводит к поцелую и сексу. В конце 17 серии Клаус встречает Сайласа, который потребовал достать лекарство и оставил осколки кола из белого дуба в теле Клауса. В 18 серии он просит достать осколки из тела у Кэролайн, и та, сама того не понимая, помогла понять, что осколков там никогда и не было, а это всё внушение Сайласа. В 20 серии 4-го сезона, руководствуясь таинственным посланием о том, что в Новом Орлеане назревает заговор против Клауса, он отправляется в город, который он и его семья помогли построить. Он узнаёт, что Хейли беременна от него, и решает оставить ребёнка как своего наследника. В последней серии 4-го сезона Клаус приезжает в Мистик-Фоллс спасти Дэймону жизнь. Позже он говорит Кэролайн, что Тайлер теперь свободен, говоря фразу: «Он твоя первая любовь. Я собираюсь стать последней. Сколько бы времени на это ни ушло», и целует в щёку. В 11 серии 5-го сезона Клаус появляется в Мистик-Фоллс, дабы позлорадствовать скорой смерти Катерины Петровой, но вместо этого встречает Кэролайн Форбс и просит девушку откровенно рассказать о том, что она чувствует к нему, взамен обещая уехать навсегда, на что девушка отвечает поцелуем, переходящим в интимную близость. Последующие действия героя переведены в сериал «Первородные».

### Энзо Сент-Джон
- Актёр: Майкл Маларки
- Главная роль: 6—8
- Второстепенная роль: 5

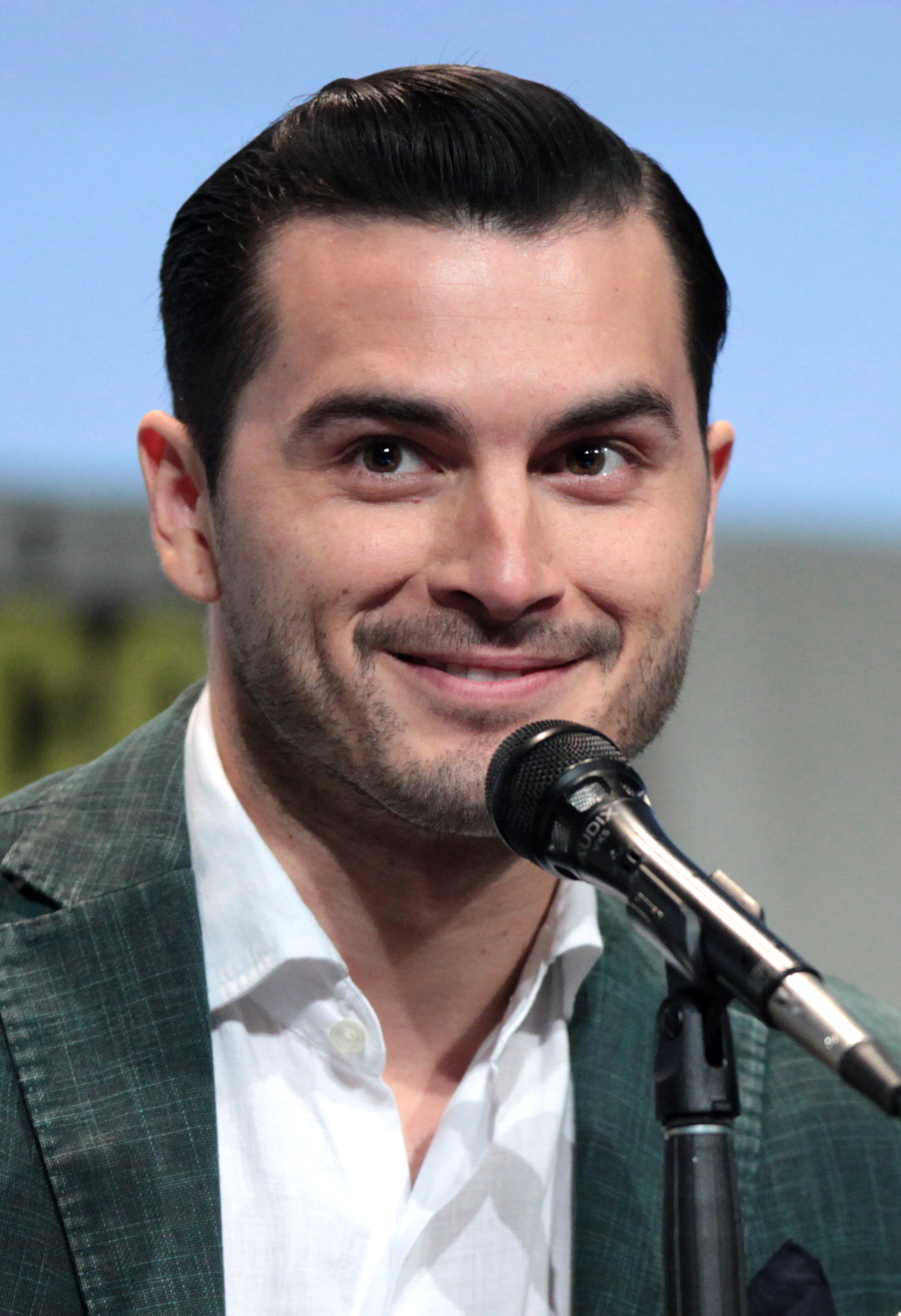
Майкл Маларки, исполняющий роль Энзо Сент-Джона

Лоренцо "Энзо" Сент-Джон (англ. Lorenzo "Enzo" St. John) – 135-летний вампир и друг Дэймона, с которым они делили камеру в колледже Уитмора в 50-х годах. У них был план, как сбежать, но случился пожар, Деймон выключил человечность и оставил Энзо умирать. В Уитморе Энзо полюбил Мегги – женщину, которая не подозревала о том, что творится в Уитморе на самом деле, однако она нашла Деймона спустя несколько лет, но он убил её, не подозревая, что она была любима Лоренцо. Когда Энзо выключил человечность, Стефан вырвал его сердце. В последующих эпизодах он становится призраком и пытается отомстить Дэймону за убийство Мэгги. В 22 серии 5 сезона он возвращается в мир живых. Энзо хочет отомстить Стефану, превратив Сару в монстра. После возвращения Лили (матери Стефана и Деймона) выясняется, что она превратила Энзо в вампира и тем самым не дала ему умереть от болезни. После того, как Мэтт отдаёт Энзо «Арсеналу» в надежде, что те будут пытать его, Энзо заключает с «Арсеналом» сделку, по которой он помогает найти охотницу, а они дают информацию о его семье. Вскоре выясняется, что в здании, где располагается «Арсенал», жил и умер отец Энзо, и всё там по праву принадлежит ему. А женщиной, заключившей эту сделку, является сестра Энзо. Когда Энзо было 4 года, родители отдали его в рабочий дом, в 14 он оказался на улице, а в 27 умер и благодаря Лили стал вампиром. В 7 сезоне у него завязываются романтические отношения с Бонни.
В 11 серии 8 сезона Энзо был убит Стефаном Сальваторе, когда тот отключил человечность и хотел убить Бонни.

## Второстепенные персонажи

### Шериф Форбс
- Актриса: Маргарит Макинтайр
- Сезоны: 1, 2, 3, 4, 5, 6, 8

Элизабет "Лиз" Форбс (англ. Elizabeth "Liz" Forbes) – шериф города Мистик-Фоллс. Элизабет является матерью Кэролайн Форбс, разведена; член тайной организации, охотящейся на вампиров в городе. Смиряется с тем, что её дочь вампир, и защищает её; друг Дэймона Сальваторе. Вскоре Лиз была изгнана с поста шерифа, но потом восстановлена в должности. Продолжая работать, Лиз помогает Дэймону в поисках Стефана, а также другим персонажам. В 6 сезоне ей диагностируют рак, и она умирает от него в 14 серии 6 сезона.

### Элайджа Майклсон

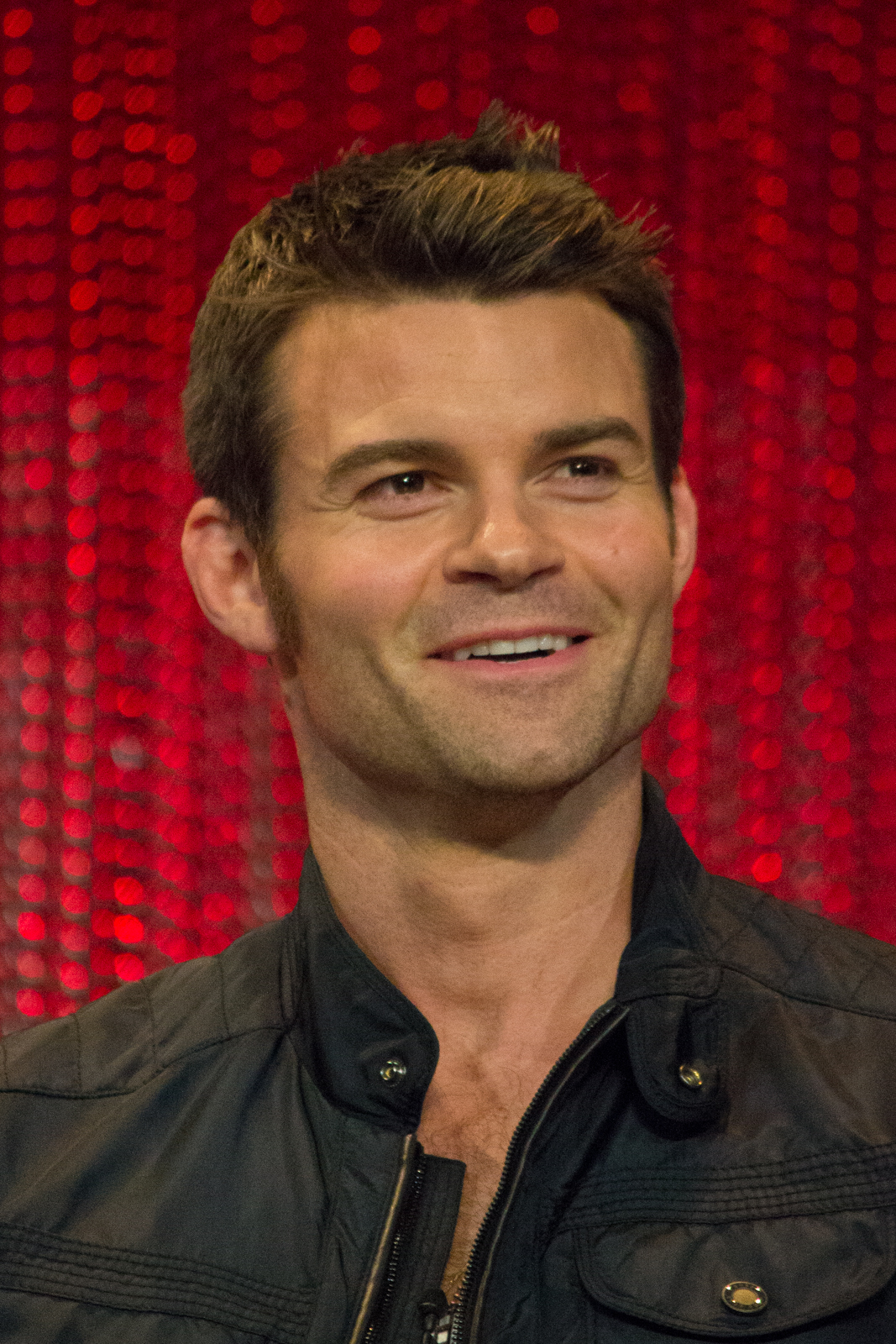
Дэниел Гиллис, исполняющий роль Элайджи Майклсона

- Актёр: Дэниел Гиллис и Перри Кокс (юный Элайджа)
- Сезоны: 2, 3, 4, 5

Элайджа Майклсон (англ. Elijah Mikaelson) – Древний вампир, благородный старший брат Клауса. Элайджа один из первородных вампиров, желающий убить Клауса. Впервые он появляется, когда вампирша Роуз сообщила ему о наличии ещё одного двойника первой Петровой – Елены Гилберт. Впоследствии выясняется, что Элайджа был влюблён в Катерину и пытался спасти её от жертвоприношения, которое собирался устроить Клаус. Однако Петрова сбежала, доверяя лишь себе. Элайджа вампир с высокими моральными принципами. Хладнокровен, всегда держит своё слово. Последующие действия героя переведены в сериал «Первородные».

### Ребекка Майклсон

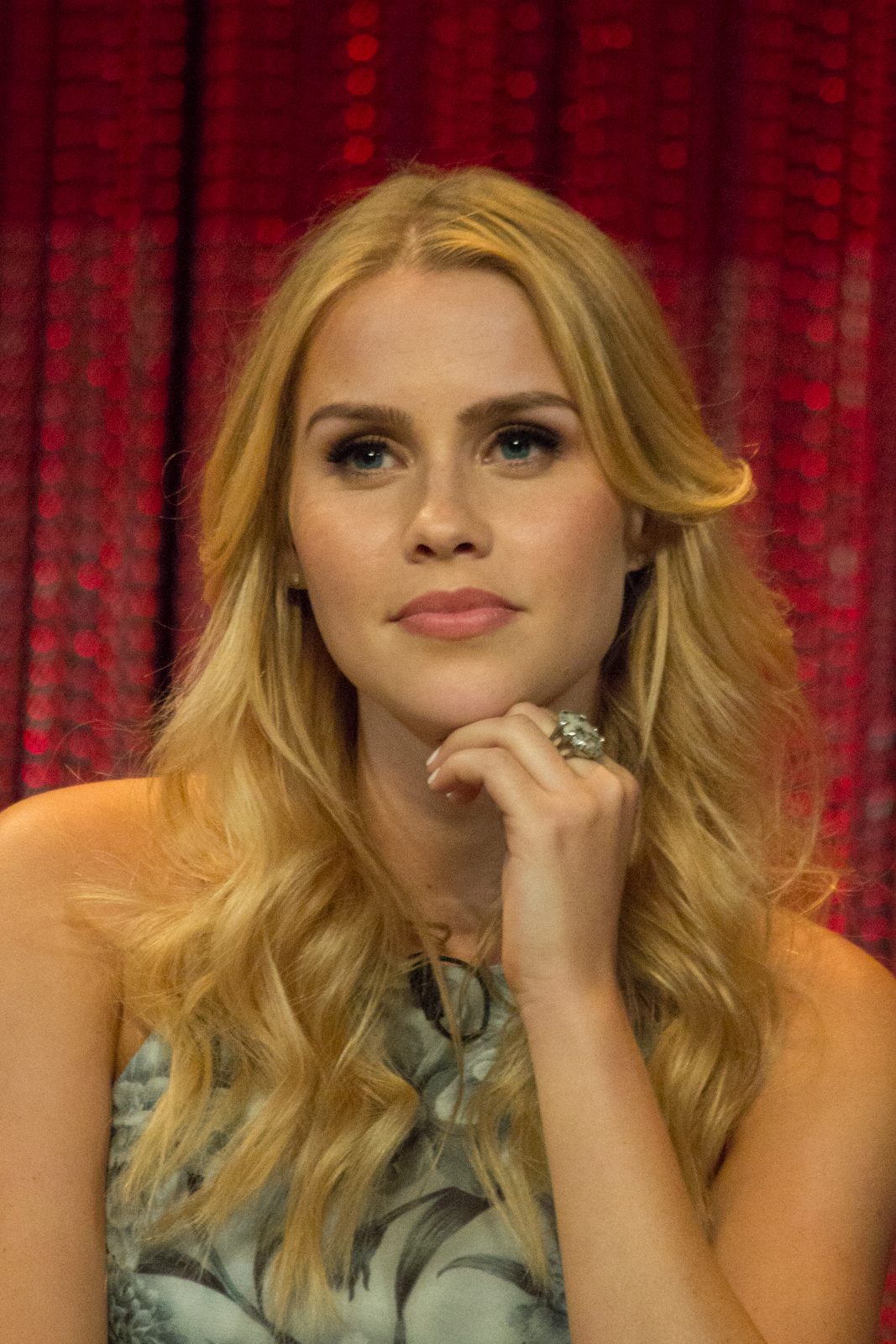
Клэр Холт, исполняющая роль Ребекки Майклсон

- Актриса: Клэр Холт и Калли Макклинси (юная Ребекка)
- Сезоны: 3, 4, 5

Ребекка Майклсон (англ. Rebekah Mikaelson) – древний вампир, младшая сестра Клауса и Элайджи. Была влюблена в Стефана в 1920-е годы до того, как Клаус стёр ему все воспоминания об этом и заколол Ребекку. Внешне она стервозная, жестокая, эгоистичная, но в то же время очень наивная, одинокая и жаждущая искренней любви и дружбы. Она любит своего брата Клауса и почти на всё готова ради него, даже после того, как узнала, что он убил их мать. Ребекка ненавидит Елену, потому что та лгала ей, что они подруги, и всадила кинжал в спину. Тем не менее, под влиянием чувств она помогает Елене не умереть и выпить человеческую кровь, завершив превращение в вампира. Питает симпатию к Мэтту.
Ребекка была неоднократно заколота своим братом Клаусом, поскольку часто ему противоречила. В очередной раз её оживляет Эйприл, после чего под её внушением Елена говорит Стефану, что больше не влюблена в него и любит Дэймона, чем окончательно отдаляется от него. Ребекка настроена на поиски лекарства. Сначала объединяется с Коулом и пытается убить профессора Шейна, но затем заключает сделку со Стефаном, чтобы найти лекарство, потому что в душе хочет снова стать человеком и прожить нормальную жизнь. Она дважды переспала с Дэймоном, то ли от одиночества, то ли в память о прошлом. На протяжении всего времени пребывания в Мистик-Фоллс Ребекка то пытается завести друзей, то мстит им за то, что они не принимают её. Она пыталась получить лекарство, чтобы принять его, но впоследствии так и не получает его. Также в сериале появляется её бывший возлюбленный, Александр, угрожая ей и Мэтту. В последней серии Ребекка спасает Мэтту жизнь, целуя его. В конце они отправляются в летнее путешествие. Последующие действия героини переведены в сериал «Первородные».

### Ричард Локвуд
- Актёр: Роберт Пралго
- Сезоны: 1

Ричард Локвуд (англ. Richard Lockwood) — мэр Мистик-Фоллс, муж Кэрол Локвуд и отец Тайлера. У него также есть младший брат Мэйсон. В семье Локвудов течёт кровь оборотней, однако на него проклятье не подействовало, так как он никого не убил. Погиб в подвале горящего дома от руки одного из выпущенных из гробницы вампиров, став случайной жертвой облавы Джона Гилберта.

### Кэрол Локвуд
- Актриса: Сьюзан Уолтерс
- Сезоны: 1, 2, 3, 4

Кэрол Локвуд (англ. Carol Lockwood) — мэр Мистик-Фоллс после смерти её мужа и мать Тайлера. Состоит в тайном совете, очень любит своего сына и сильно заботится о нём, хотя и знала что он оборотень (впоследствии гибрид). В 9 серии 4 сезона Клаус убивает её, чтобы отомстить Тайлеру.

### Шейла Беннет
- Актриса: Жасмин Гай
- Сезоны: 1, 3, 4, 5, 8

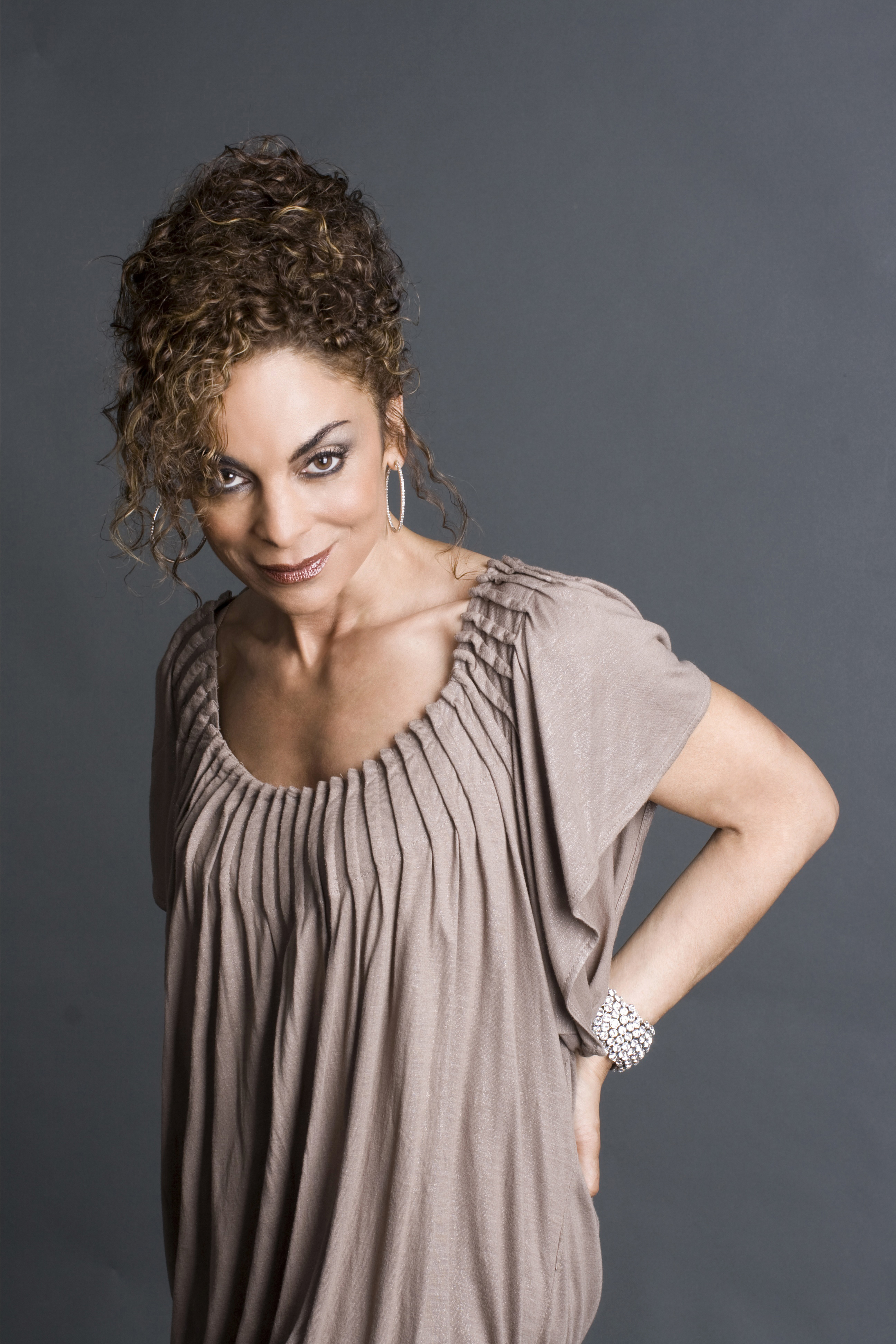
Жасмин Гай, исполняющая роль Шейлы Беннет

Шейла Беннет (англ. Sheila Bennet) – потомственная ведьма, бабушка Бонни по материнской линии. Весёлая, мудрая и добрая женщина. Практически в одиночку воспитала свою внучку. Погибает после того, как вместе с Бонни открывает гробницу. Тем не менее, бабушка Бонни возвращается время от времени в сериал. Так, например, она пришла в роли духа в 7 серии 3 сезона и 1 серии 4 сезона. Будучи мёртвой, духи возместили на ней всю злость за использование Бонни тёмной магии.
В 14 серии 4 сезона Шейла была вызвана Сайласом как оболочка, играющая на эмоциях Бонни. Настоящая бабушка пришла к Бонни в 22 серии 4 сезона и попыталась её остановить: Бонни решила вернуть к жизни Джереми, но в итоге не смогла, и Шейла с горечью сообщила, что она мертва. В 18 серии 5 сезона она сообщает Бонни, что та сторона рушится. В 20 серии, нечаянно задев лампу, будучи призраком, Шейла даёт понять, что духи имеют физическую связь с миром живых. В последней серии 5 сезона она говорит, что обрела покой, оставив для Бонни послание, которое она поймёт чуть позже, и уходит. В 8 сезоне бабушка помогает Бонни вместе со всеми ведьмами Беннет перенаправить Адское пламя в тоннели под Мистик-Фоллс, чтобы спасти город и убить Кэтрин.

### Эмили Беннет
- Актриса: Бьянка Лоусон
- Сезоны: 1, 2, 5

Эмили Беннет (англ. Emily Bennett) — могущественная ведьма, предок Шейлы Беннет и Бонни Беннет, жившая в XIX веке. Когда-то Кэтрин Пирс спасла её от смерти, и Эмили поклялась служить ей до конца жизни, при этом продолжая защищать людей. Поэтому она заколдовала компас Джонатана Гилберта, чтобы он указывал на вампиров, а также создала мощное оружие против них, которое было использовано Джоном Гилбертом.

### Лекси Брэнсон
- Актриса: Ариэль Кеббел
- Сезоны: 1, 2, 3, 4, 5, 8

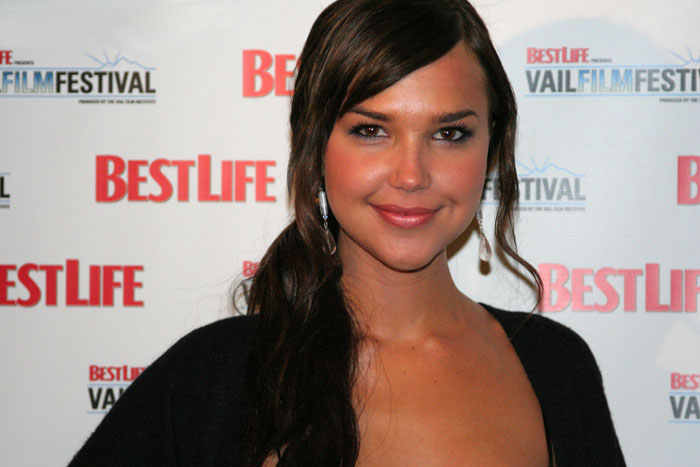
Ариэль Кеббел, исполняющая роль Лекси Брэнсон

Алексия "Лекси" Брэнсон (англ. Alexia "Lexi" Branson) — давняя лучшая подруга Стефана. Ей 350 лет, любовью всей её жизни был человек, которого она обратила в вампира, чтобы быть с ним вечно. Лекси — подруга ведьм Бри и Роуз. Убита Дэймоном, открывшим её вампирскую сущность шерифу Форбс.
Несколько раз Деймон говорил о ней в своих воспоминаниях.
В 7 серии 3 сезона возвращается из мира духов, но в следующей серии, после заклинания Бонни, исчезает обратно в мир духов. В финальной серии пятого сезона отказывается пройти через Бонни в мир живых, потому что позволить умереть ей раньше, чем к Стефану вернется Дэймон, не является поступком лучшего друга. После этого обрела покой. В 16 серии 8 сезона встречает Стефана на том свете.

### Анна
- Актриса: Малис Джау
- Сезоны: 1, 2, 3

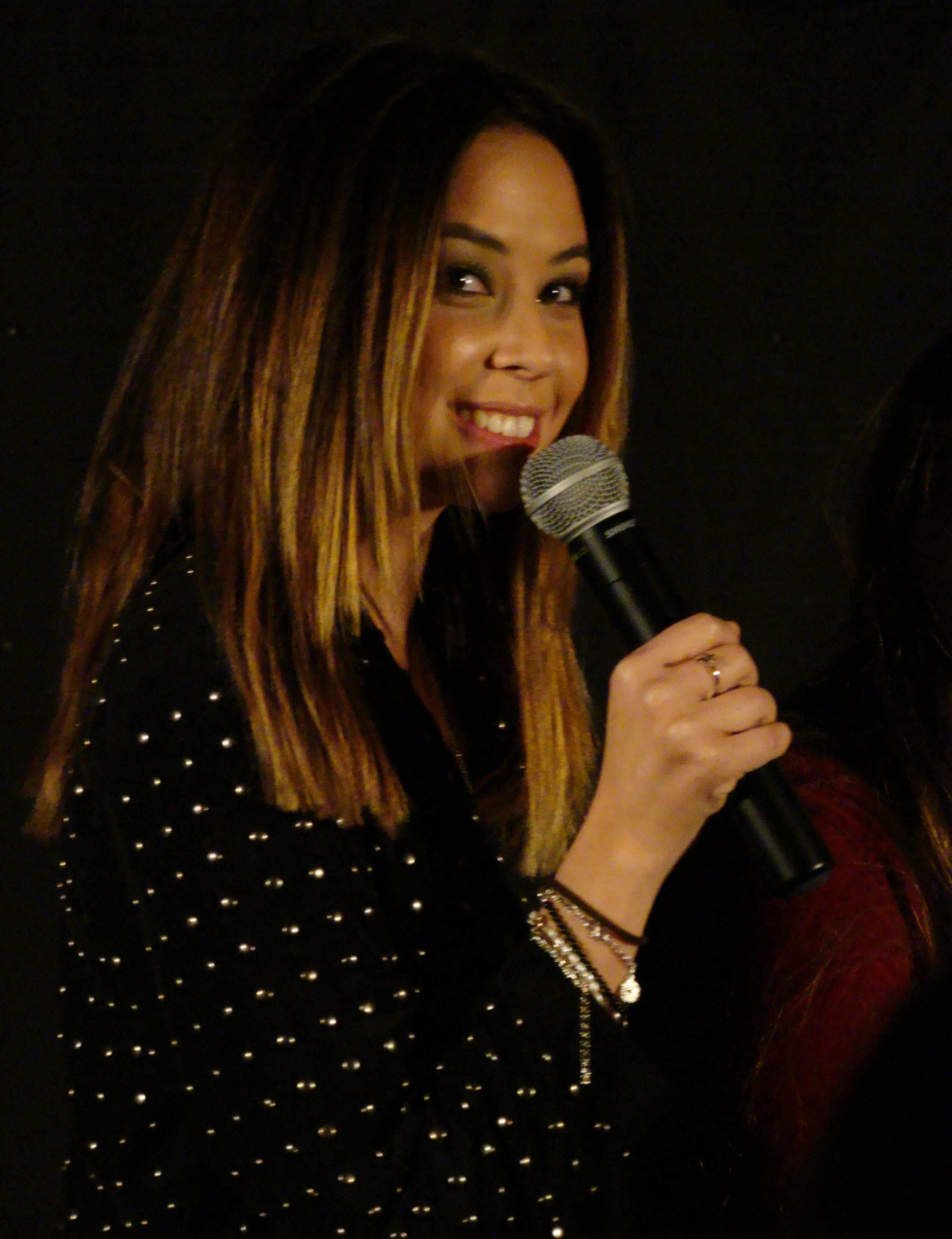
Малис Джау, исполняющая роль Анабель Остин

Аннабель "Анна" Остин (англ. Annabelle "Anna") – 500-летний вампир, дочь Перл. Вернулась в Мистик-Фоллс, чтобы спасти мать из гробницы. Милая и очаровательная девушка, но, чтобы спасти то, что ей дорого, она готова пожертвовать чужими жизнями. Некоторое время Анна встречалась с Джереми Гилбертом. Погибла от рук Джона Гилберта во время массового уничтожения вампиров.
Она вновь является Джереми, который был воскрешён Бонни, после чего он мог видеть призраков. А когда открывается проход на «ту сторону», у Джереми появляется возможность физического контакта с Анной. В результате Елена застала их целующимися. Перед закрытием прохода Джереми и Анна решили отпустить друг друга.

### Изабель Флемминг
- Актриса: Миа Киршнер
- Сезоны: 1, 2

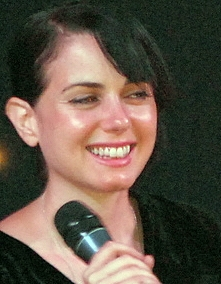
Миа Киршнер, исполняющая роль Изабель Флемминг

Изабель Флемминг (англ. Isobel Flemming) – биологическая мать Елены Гилберт. Родилась в 1978 году в Гров-Хилле, штат Вирджиния. В школе училась с Джоном Гилбертом. Некоторое время они встречались, и Джон рассказал ей о вампирах. Забеременев, Изабель сбежала из дома, и уже на сносях пришла в клинику Грейсона Гилберта. После рождения дочери Изабель исчезла.
Была замужем за Алариком, но бросила его, чтобы стать вампиром, в чём и преуспела – она разыскала Дэймона Сальваторе, и он её обратил. Погибла на глазах у Елены, сняв ожерелье защиты от солнечного света в попытке избавиться от страданий после того, как под внушением Клауса она нашла Елену и передала ему Кэтрин и лунный камень.

### Джон Гилберт
- Актёр: Дэвид Андерс
- Сезоны: 1, 2, 5, 8

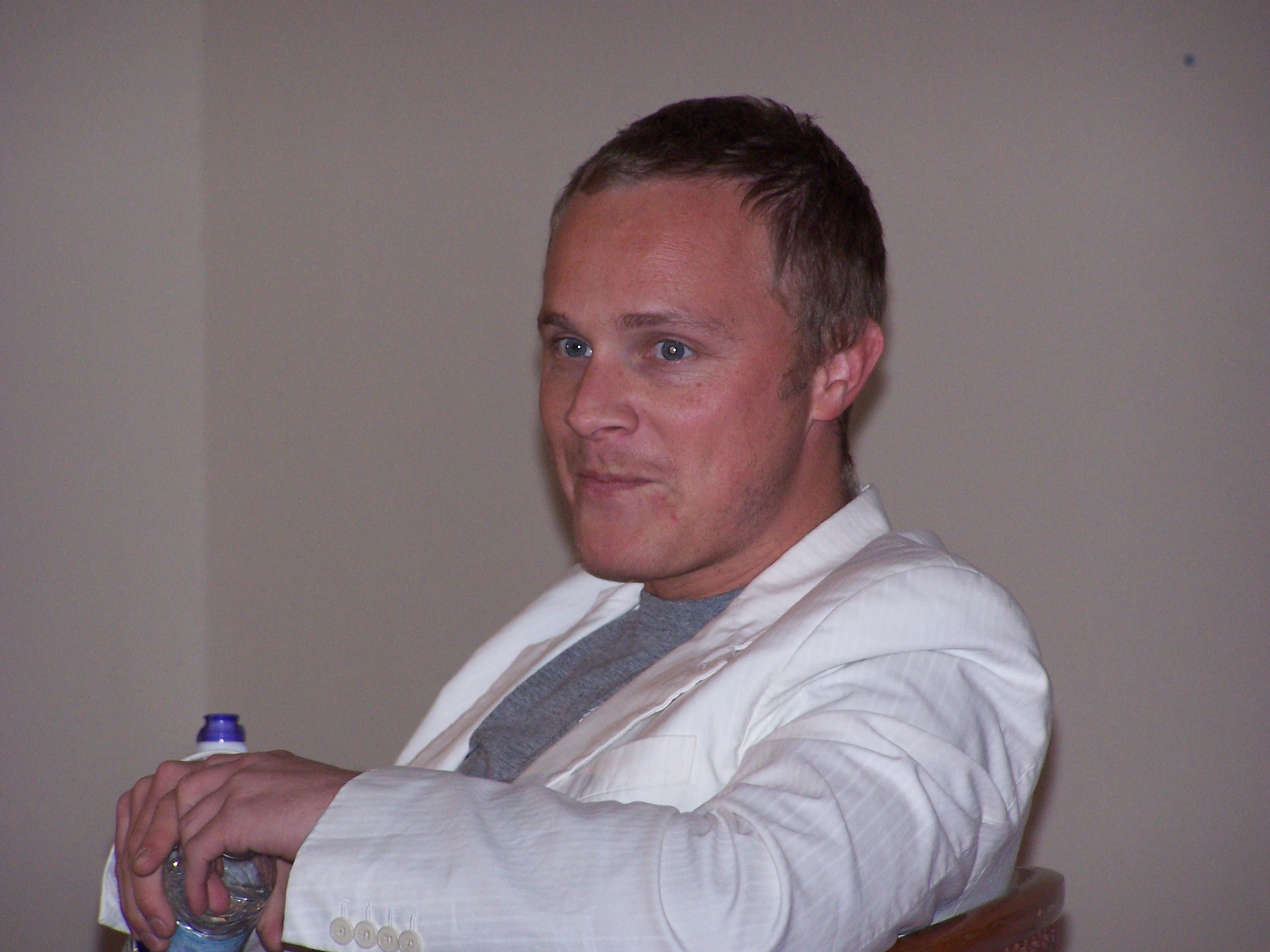
Дэвид Андерс, исполняющий роль Джона Гилберта

Джонатан "Джон" Гилберт II (англ. Johnathan "John" Gilbert II) — биологический отец Елены и дядя Джереми. Джон ненавидит вампиров и состоит в тайном совете. Пожертвовал жизнью, чтобы спасти свою дочь Елену после жертвоприношения Клауса. Несмотря на свою ненависть к вампирам, перед смертью он оставляет Елене письмо, в котором говорит, что всегда любил, любит и будет её любить, кем бы она ни была, вампиром или человеком.

### Мередит Фелл
- Актриса: Торри Девито
- Сезоны: 3, 4

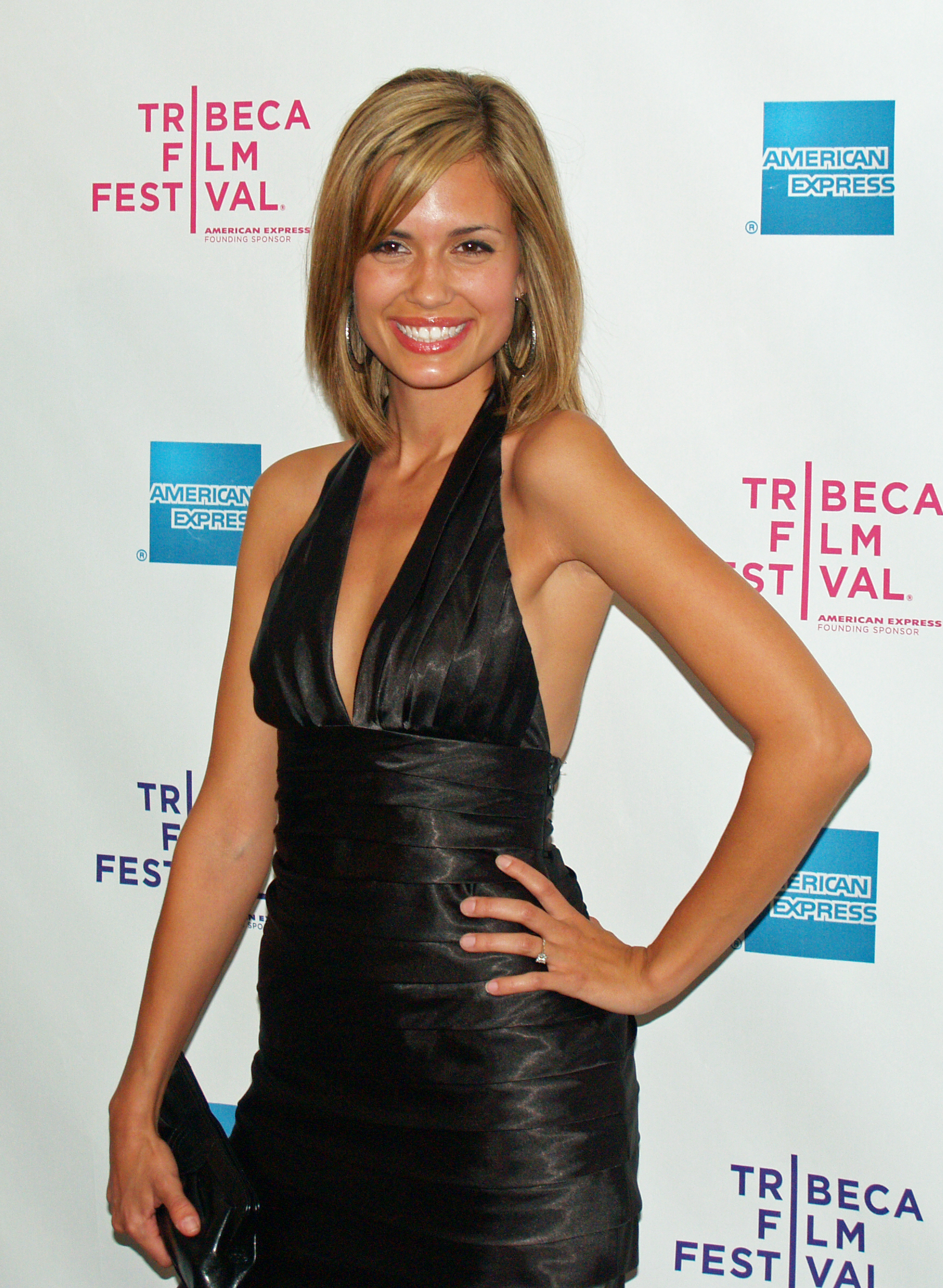
Торри Девито, исполняющая роль Мередит Фелл

Мередит Фелл (англ. Meredith Fell) — врач, работает в больнице Мистик-Фоллс. Так как Мередит из семьи основателей, она знает о вампирах, при этом использует их кровь как лекарство для больных. Также встречалась с Алариком. Благодаря тому, что она ввела Елене кровь вампира в организм, чтобы спасти её, Елена становится вампиром. Является двоюродной сестрой Логана Фелла.

### Лив Паркер
- Актриса: Пенелопа Митчелл
- Сезоны: 5, 6

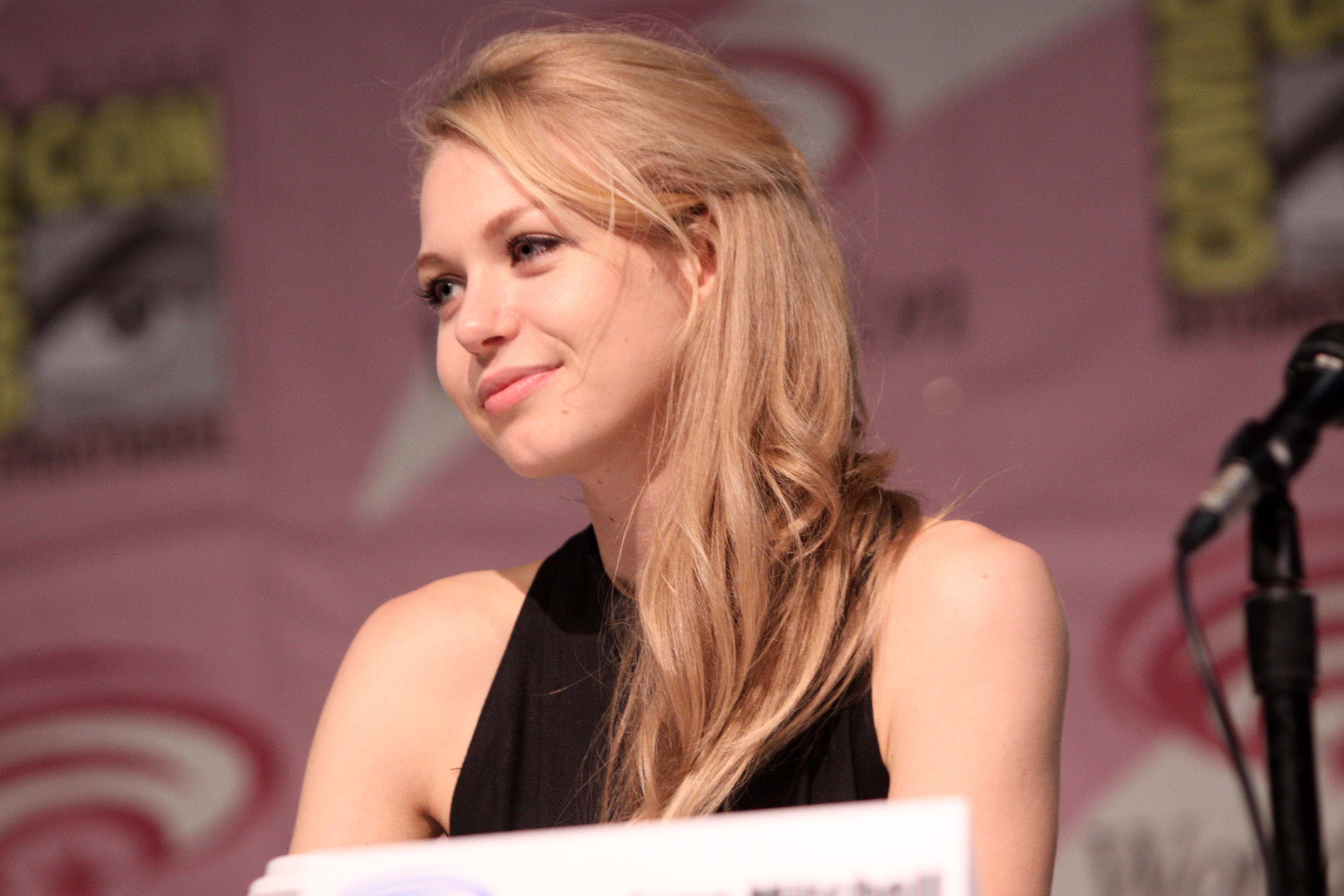
Пенелопа Митчелл, исполняющая роль Лив Паркер

Лив Паркер (англ. Liv Parker) – ведьма. Поначалу Бонни обучает её магии, но выясняется, что Лив вовсе не новенькая ведьма. Она иногда по просьбе Бонни помогает с заклинаниями. В конце 5 сезона Лив с её братом пытаются убить одного из двойников, чтобы остановить заклинание странников, но их план проваливается. С 6 сезона Лив встречается с Тайлером. Он бросает её после того, как она его обманула. В финальной серии 6 сезона Лив жертвует собой и умирает, чтобы спасти Тайлера.

### Люк Паркер
- Актёр: Крис Брошу
- Сезоны: 5, 6

Люк Паркер (англ. Luke Parker) – ведьмак и брат-близнец Лив. Открытый гей. Кэтрин внушает ему, чтобы тот отдавал ей свою кровь. Далее выясняется, что он ведьмак и просто делал вид, что подчиняется ей. Помогает скрыть двойников от Маркоса, но из-за того, что план проваливается, в 21 серии 5 сезона, вместе с сестрой пытаются убить одного из двойников. Но заклинание странников начинает действовать, и они не успевают это сделать. В начале финальной серии 5 сезона Люк был убит Кэролайн. В конце той же серии он возвращается обратно. В 6 сезоне Люк, чтобы спасти свою сестру, совершает слияние вместе с Каем и погибает.

## Приглашённые актёры

### Сезон 1
- Зак Сальваторе (англ. Zach Salvatore) – Крис Уильям Мартин. Для жителей Мистик-Фоллс Зак – дядя Стефана и Дэймона, но в действительности он их дальний потомок. Он не заводил настоящую семью потому, что боялся за их жизни. У Зака хорошие отношения со Стефаном, поэтому тот навещал его раз в несколько лет. В 2009 году Стефан вернулся в Мистик-Фоллс, а потом вернулся и Дэймон и убил Зака.
- Логан Фелл (англ. Logan Fell) – Крис Дж. Джонсон. Логан – популярный телеведущий, входит в Совет по защите города от вампиров. Встречался с Дженной Соммерс, тётей Елены. Помог узнать Елене настоящую правду о Стефане. Анна обращает его в вампира, а Аларик убивает. Родственник Мередит Фелл.
- Харпер (англ. Harper) – Стерлинг Сулейман. Вампир, спасшийся из склепа. Убит Джоном Гилбертом.
- Перл (англ. Pearl) – Келли Ху. Перл была обращена в вампира в конце XV века. У неё есть дочь Анна. Провела в гробнице 145 лет, пока Анна не освободила её. Убита Джоном Гилбертом. После смерти она находит дочь, и они воссоединяются. Также считалась подругой Кэтрин Пирс. Была влюблена в Джонатана Гилберта, пока тот не узнал её настоящую сущность и не закрыл в гробнице.
- Келли Донован (англ. Kelly Donovan) – Мелинда Кларк. Мать Мэтта и Викки. Легкомысленная и ветреная женщина, которую не останавливает ничто, даже наличие двух детей. Келли уехала от Мэтта и Викки, когда они стали совершеннолетними. Узнав о смерти Викки, переехала к Мэтту, но затем снова начала пить и вести себя вульгарно. Уехала снова после того, как Мэтт увидел её пьяной, целующей Тайлера и флиртующей с Дэймоном. В 15 серии 8 сезона Келли объявилась на свадьбе Стефана и Кэролайн, ранила отца Мэтта. Рассказала о том, что Кэтрин собирается уничтожить Мистик-Фоллс.

### Сезон 2
- Мэйсон Локвуд (англ. Mason Lockwood) — Тейлор Кинни. Мэйсон младший брат мэра Ричарда Локвуда и дядя Тайлера. Много лет назад Мэйсон уехал из родного Мистик-Фоллс и жил своей жизнью в другом городе. Вернулся, чтобы поддержать Тайлера после смерти Ричарда Локвуда; также его главной целью стало найти лунный камень для своей «девушки» — Кэтрин Пирс, умело манипулировавшей парнем. Из-за неё он стал оборотнем: Кэтрин внушила другу Мэйсона начать с ним драку, и в результате Мэйсон случайно убил его. Убит Дэймоном Сальваторе. В конце 6-й серии 3-го сезона вернулся в качестве призрака.
- Роуз (англ. Rose) — Лорен Коэн. Роуз родилась в XV веке в Англии и там же была обращена в вампира некоей Мэри Портер. В то же время она встретила вампира Тревора, и они стали лучшими друзьями. После того, как Тревор помог Катерине Петровой (Кэтрин) сбежать от Клауса, Роуз и Тревор скрывались на протяжении 500 лет. Когда её укусила оборотень Джулс, она страдала от продолжительной агонии, и Дэймон, из милосердия создав для неё сон, в котором она была вновь счастлива, заколол её.
- Лука Мартин (англ. Luka Martin) — Брайтон Джеймс. Колдун. Один из агентов древнего вампира Элайджи, который пообещал ему спасти его сестру, находящуюся у Клауса. Дэймон сжёг его, когда тот попытался спасти Элайджу.
- Джонас Мартин (англ. Jonas Martin) — Рэнди Дж. Гудвин. Могущественный колдун, который умеет забирать силу у других ведьм. Отец Луки, также есть дочь Грета. Грету похитил Клаус; чтобы вернуть её, Джонас стал работать на Элайджу, который собирался убить Клауса. Убит Кэтрин в попытке защитить братьев Сальваторе, но не довел дело до конца — окончательно убил его Стефан, свернув шею.
- Джулс (англ. Jules) — Михаэлла Макманус. Оборотень, приехала на поиски своего друга Мэйсона Локвуда. После неудавшейся попытки найти лунный камень и уничтожить всех вампиров в Мистик-Фоллс она уезжает вместе с Тайлером из города, но потом они возвращаются назад. Погибла от рук Клауса во время жертвоприношения.
- Энди Стар (англ. Andie Star) — Дон Оливьери. Журналистка, репортёр местных новостей. Весёлая, стремительная и красивая девушка. Одно время встречалась с Дэймоном. Была убита Стефаном.
- Мэддокс (англ. Maddox) — Джино Энтони Песи. Колдун, работающий на Клауса. Застрелен Мэттом в спину и затем убит Дэймоном.

### Сезон 3
- Билл Форбс (англ. Bill Forbes) — Джек Коулман. Билл — отец Кэролайн и бывший муж шерифа, гей. После развода жил со своим партнёром и воспитанием дочери практически не занимался. Пытался помочь побороть дочери жажду крови весьма жестокими способами. Помог Тайлеру найти способ разорвать связь с Клаусом. Был обращён в вампира, но не стал завершать обращение и умер.
- Эбби Беннет-Уилсон (англ. Abby Bennett-Wilson) — Персия Уайт. Эбби — мать Бонни Беннет и дочь Шейлы. Потомственная ведьма. Уехала из Мистик-Фоллс, чтобы заманить и иссушить Древнего вампира Майкла, который, узнав о существовании двойника, приехал за Еленой. После сложного заклинания потеряла способности, но обратно домой не вернулась. Всё это время жила с приемным сыном Джейми. Была обращена в вампира Дэймоном для защиты Елены от Элайджи и Ребекки.
- Майкл Майклсон (англ. Mikael) — Себастьян Роше. Первородный вампир, отец семейства Древних. Вампир, пьющий кровь вампиров. Он охотился на своих детей 1000 лет, но в 1993 году, когда Майкл обнаружил Елену, лучшая подруга приёмной матери Елены Эбби Беннет-Уилсон иссушила его. Его оживила Кэтрин Пирс, чтобы он убил Клауса, но план провалился, и Клаус заколол Майкла его же собственным колом из белого дуба.
- Кол Майклсон (англ. Kol Mikaelson) — Натаниэль Бузолич. Член Древней семьи, первородный вампир, брат Элайджи, Финна, Никлауса, Ребекки, Фрэи и Хенрика. Благодаря усилиям Никлауса Кол был заключён в гробу и только спустя век пробуждён старшим братом Элайджей. Он — старший брат Ребекки и погибшего Хенрика и младший — Никлауса, Элайджи и Финна. Известно, что Кол сбежал после того, как не сработал план Эстер убить Никлауса и его братьев и сестру. Убит Джереми в 12 серии 4 сезона. Но в 22 серии 4 сезона он возвращается в мир живых благодаря снятию завесы. Хотел отомстить Елене за то, что был убит её братом Джереми, но так и не смог этого сделать из-за закрытия завесы.
- Финн Майклсон (англ. Finn Mikaelson) — Каспер Зафер. Первородный вампир, заключённый Клаусом в гроб и пролежавший в нём почти 900 лет. Брат Клауса, Ребекки и других детей Эстер. Известно, что он любил Сейдж и даже обратил её в вампира, чтобы они могли быть вместе вечно, но Клаус уложил его в гроб, и этому не суждено было сбыться. Хотел принести себя в жертву в ритуале Эстер, но Клаус, Кол и Элайджа помешали этому. Вторую попытку сорвали Клаус и Ребекка, приведя к себе в особняк Сейдж, и Финн передумал. Вскоре был убит Мэттом Донованом.
- Эстер Майклсон (англ. Esther) — Элис Эванс. Древняя первородная ведьма, мать семьи Древних вампиров. При жизни она изменила своему мужу Майклу с одним из оборотней и родила от этой связи Клауса. Обратила своих детей в вампиров, дабы защитить их от оборотней (и тем самым сделала Клауса гибридом). Была убита Клаусом и заточена им в гроб, но благодаря её подруге-ведьме тело Эстер было сохранено. После пробуждения она пыталась убить всех своих детей-вампиров и тем самым уничтожить всю их расу, но её планы были сорваны. Сделала из Аларика Зальцмана могущественного убийцу вампиров, после чего была им убита.

### Сезон 4
- Коннор Джордан (англ. Connor Jordan) — Тодд Уильямс. Охотник на вампиров. Один из «Братства Пяти» — группы могущественных охотников, созданной при участии ведьм в начале XII века. На правой руке особая татуировка мистического происхождения, которая после каждого убийства вампира «распространяется» дальше по телу, открывая зашифрованную в ней карту. Карта указывает местоположение «абсолютного оружия» — лекарства от вампиризма. Саму татуировку могут видеть лишь сами охотники и те, кто потенциально может им стать (из всех героев телесериала, помимо Коннора, её видит лишь Джереми Гилберт). Убит Еленой Гилберт. Появляется в конце 22 серии 4 сезона. Исчезает в мир мёртвых при опущении завесы силами Бонни.
- Хейли Маршалл (англ. Hayley Marshall) — Фиби Тонкин. Оборотень и подруга Тайлера, помогавшая ему разрушить связь с Клаусом. Помогает профессору Шейну, чтобы узнать правду о своих настоящих родителях, настраивая 12 гибридов Клауса против него самого. После того, как предаёт гибридов (Клаус узнаёт правду и убивает их), она советует Тайлеру бежать из города. Как узнаётся в 15 серии 4 сезона, она является сообщницей Кэтрин. Снова появляется в 16 серии 4 сезона и находится под вниманием и защитой Клауса. В 20 серии 4 сезона узнаёт, что беременна от Клауса. Дальнейшую судьбу героини можно узнать в сериале «Первородные».
- Профессор Аттикус Шейн (англ. Professor Atticus Shane) — Дэвид Алпей. Друг бабушки Бонни. Помогал Бонни вернуть магию. Тёмная лошадка, хочет найти лекарство, дабы оживить своих погибших жену и ребёнка. Убит Колом Майклсоном, но позже воскресает. Везет всех на остров, где находится это лекарство. Открыв проход к лекарству, ранит ногу. В 15 серии 4 сезона В его виде возвращается Сайлас. На самом деле Шейн находился на острове, он погиб.
- Руди Хопкинс (англ. Rudy Hopkins) — Рик Уорти. Отец Бонни. После смерти Кэрол Локвуд стал новым мэром Мистик-Фоллс. Убит Сайласом в 5 сезоне.
- Гален Вон (англ. Galen Vaughn) — Чарли Бьюли. Охотник, один из Братства Пяти. Ребекка оставляет его связанного на острове, там же он и умирает. Появляется в 22 серии 4 сезона в финальной сцене, вместе с другими охотниками. Исчезает в мир мёртвых при опущении завесы Бонни.
- Эйприл Янг (англ. April Young) — Грейс Фиппс. Дочь пастора Янга, с детства знакома с Еленой и Джереми. Вернулась в Мистик-Фоллс в связи с гибелью отца. Подруга Ребекки. Позже узнаёт про всех вампиров и гибридов Мистик-Фоллс от Ребекки. В 19 серии 4 сезона её пыталась убить Елена, отключившая человечность, но Ребекка спасает Эйприл.

### Сезон 5
- Сайлас (англ. Silas) — Пол Уэсли. Он родился за тысячу лет до появления семьи Древних, был могущественным колдуном-странником и первым на Земле обрёл бессмертие. Хотел уничтожить Другую сторону ради воссоединения со своей возлюбленной Амарой. В конце концов был убит Стефаном и попал на Другую сторону, пройдя сквозь якорь-Амару.
- Надя Петрова (англ. Nadia Petrova) — Ольга Фонда. Странник и дочь Кэтрин Пирс. Она приехала в Мистик-Фоллс для того, чтобы найти мать. Помогла Кэтрин переселиться в тело Елены. Умерла от укуса Тайлера. Перед смертью Нади Кэтрин подарила ей чудесный сон о том, какой могла бы быть её жизнь с матерью, и сказала, что любит её.
- Джесси (англ. Jesse) — Кендрик Сэмпсон. Студент Уитмора, влюблен в Кэролайн. Был подопытным вампиром доктора Уэса Максфилда, в результате введения ему сыворотки начал питаться вампирами. Пытался убить Дэймона, в результате чего был заколот Еленой.
- Уэсли "Уэс" Максфилд (англ. Wesley "Wes" Maxfield) — Рик Коснетт. Ученый, преподаватель в колледже Уитмор. Удерживал в плену Энзо, Елену, Дэймона. Пытался ввести Елене сыворотку, заставляющую вампиров питаться себе подобными. Заразил этим вирусом Дэймона, провел испытания, заперев Энзо с Дэймоном, жаждущим крови вампиров. Усовершенствовал свою сыворотку, добавив к ней яд оборотня. Был жестоко убит Дэймоном.
- Кетсия (англ. Qetsiyah) — Джанина Гаванкар. 2000-летняя могущественная ведьма-странница, создавшая Другую сторону, чистилище для сверхъестественных существ. Бывшая возлюбленная Сайласа. Создательница эликсира бессмертия и лекарства от него. Её цель — убить Сайласа до того, как он уничтожит потусторонний мир, чтобы тот провел с ней там вечность вдали от его истинной возлюбленной — Амары. Её план в конце концов оправдывает себя — она делает Бонни якорем потустороннего мира вместо Амары и после этого уходит на Другую сторону, чтобы быть с Сайласом.
- Амара (англ. Amara) — Нина Добрев. Является оригиналом двойников (Елены, Кэтрин и Татьи) и предком рода Петровых, а также «якорем» Другой стороны. Была служанкой Кетсии и любовницей Сайласа. Покончила с собой после его убийства, чтобы уничтожить Другую сторону и быть вместе с ним вечно.
- Аарон Уитмор (англ. Aaron Whitmore) — Шон Сайпс. Студент Уитмора, потерявший всех своих родственников из-за мести Дэймона. Друг Елены. Убит Дэймоном в 12 серии 5 сезона.
- Маркос (англ. Markos) — Раффи Барсумян. Один из главных антагонистов 5 сезона. Является лидером странников. Хочет снять заклинание, наложенное на странников, с помощью крови Стефана и Елены.

### Сезон 6
- Трипп Кук (англ. Tripp Cooke) – Колин Фергюсон. Тренер Мэтта. Также состоит в тайном совете основателей. Был убит вампирами, когда пересекал границу Мистик-Фоллс в 6 сезоне.
- Джозетт "Джо" Паркер, доктор Лафлин (англ. Josette "Jo" Parker, Dr. Laughline) – Джоди Лин О'Киф. Работает в больнице Уитмора, стажирует Елену, Кэролайн и Бонни. Ведьма, но скрывала от всех этот факт, пока не стала общаться с Еленой, не была толком обучена магии, отрицая свою сущность. Близнец Кая Паркера. В начале 6 сезона она начала встречаться с Алариком Зальцманом. Вскоре забеременела от него и в 6 сезоне 21 серии собиралась выйти за него замуж. В разгар церемонии была убита Каем, а её дети были магически перенесены в Кэролайн силами клана Близнецов. В 7 сезоне Аларик пытался её вернуть, но вместо неё в тело Джо вернулся кто-то другой, её тело отвергло пришельца, и "Джо" умирает насовсем. В 16 серии 8 сезона видно, что она обрела покой и рада за дочек и Аларика.
- Люк Паркер (англ. Luc Parker) – Крис Брошу. Ведьмак и брат-близнец Лив. Открытый гей. Кэтрин внушает ему, чтобы тот отдавал ей свою кровь. Далее выясняется, что он ведьмак и просто делал вид, что подчиняется ей. Помогает скрыть двойников от Маркоса, но из-за того, что план проваливается, в 21 серии 5 сезона вместе с сестрой пытаются убить одного из двойников. Но заклинание странников начинает действовать, и они не успевают это сделать. В начале финальной серии 5 сезона убит Кэролайн. В конце той же серии возвращается обратно. В 6 сезоне Люк, чтобы спасти свою сестру, совершает слияние с Каем и погибает.
- Лив Паркер (англ. Liv Parker) – Пенелопа Митчелл. Ведьма. Поначалу Бонни обучает её магии, но выясняется, что Лив вовсе не новенькая ведьма. Она иногда по просьбе Бонни помогает им с заклинаниями. В конце 5 сезона Лив с её братом пытаются убить одного из двойников, чтобы остановить заклинание странников, но их план проваливается. С 6 сезона встречается с Тайлером. Тайлер бросает её после того, как она его обманула. В финальной серии 6 сезона жертвует собой и умирает, чтобы спасти Тайлера.
- Малакай "Кай" Паркер (англ. Malachai Parker) – Крис Вуд. Человек, которого встретили Дэймон и Бонни в тюремном мире. Кай – ведьмак, не имеющий собственной магии, однако он мог забирать её у других ведьм. Оказывается, Кай убил почти весь свой клан. За это его семья заточила его в тюремном мире. Спустя много лет благодаря Бонни и Дэймону он выбрался из него. После того, как выпил кровь Лили Сальваторе и убил себя, стал Еретиком (гибридом вампира и ведьмы). Убит Дэймоном в 22 серии 6 сезона. В 12 серии 8 сезона возвращается из Ада после 11 ударов колокола. В 14 серии Бонни отправляет его навсегда в тюремный мир.
- Сара Нельсон (англ. Sarah Nelson) – Тристин Мэйс. Племянница Дэймона и Стефана Сальваторе. Стефан всю жизнь приглядывал за ней, но Энзо вскоре узнал о ней. Потом он рассказал ей о вампирах, но она просто уехала. Убита во 2 серии 8 сезона.
- Лилиан "Лили" Сальваторе (англ. Lillian "Lilie" Salvatore) – Энни Вершинг. Мать Стефана и Дэймона. Бросила их, став вампиром. Жила в тюремном мире 1903 года вместе со своими "друзьями"-еретиками. В 16 серии 6 сезона Дэймон возвращает её, чтобы та помогла вернуть человечность Стефану, но в 20 серии 6 сезона она снова становится потрошителем. Сказала Каю, чтобы он связал жизни Бонни и Елены. Обратила Энзо в вампира. Он любил её, но она не отвечала ему взаимностью. Умерла в 7 сезоне.

### Сезон 7
- Валери Тулл (англ. Valerie) – Элизабет Блэкмор. Еретик, первая девушка в жизни Стефана, была беременна его ребёнком, но потеряла плод из-за жестокого обращения Джулиана. Жила вместе с Лили и с другими еретиками. После того, как за Стефаном начала охотиться Рейна, Валери начала помогать ему, после чего они начали встречаться. Поняв, что он всё ещё любит Кэролайн, она уезжает, пожелав ему лучшей жизни.
- Нора (англ. Nora) – Скарлетт Бирн. Еретик, живёт с Лили и другими еретиками. Лесбиянка, встречается с Мэри-Луиз. В 16 серии вместе с ней и погибает.
- Джулиан (англ. Julian) – Тодд Ласанс. 470-летний вампир, возлюбленный Лили. Когда в 1863 году Валери забеременела от Стефана, Джулиан избил её, тем самым убив ребёнка, чтобы она не смогла помешать их планам с Лили. После смерти Лили он потерял контроль и полностью захватил Мистик-Фоллс. Был убит Валери и Стефаном в 12 серии 7 сезона. Его "друзья" не смогли ему помочь, т.к. Валери сделала их невидимыми с помощью скрывающего заклятия.